# F-15 (航空機)
F-15 イーグル
アメリカ空軍のF-15C（2019年）
- 用途：戦闘機
- 分類：制空戦闘機
- 設計者：ジョージ・グラーフ
- 製造者：マクドネル・ダグラス（現ボーイング）
- 運用者
  -  アメリカ合衆国（アメリカ空軍）
  -  イスラエル（イスラエル航空宇宙軍）
  -  サウジアラビア（サウジアラビア空軍）
  -  日本（航空自衛隊）
- 初飛行：1972年7月27日
- 生産数：1,198機[1]
- 運用開始：1976年
- 運用状況：現役
- ユニットコスト：

  - A/B型：2,790万USドル
  - C/D型：2,990万USドル（fiscal98constant$）
  - J/DJ型：86-101億5,600万円
  - X型：8,000万USドル(予定)
- サブタイプ：F-15J/DJ
- 派生型：

  - F-15E ストライクイーグル
  - F-15EX イーグルII
  - F-15 S/MTD

F-15は、アメリカ合衆国のマクドネル・ダグラス（現ボーイング）が開発した制空戦闘機。制式機の受領は1972年（正式編成は1976年）、愛称はイーグル（鷲）（Eagle）。

## 概要
アメリカ空軍などで運用されたF-4の後継として開発された大型制空戦闘機で、第4世代ジェット戦闘機に分類される。F-4と共に、冷戦下のアメリカ空軍とマクドネル・ダグラス社を代表する戦闘機といえる。アメリカ空軍に加え、イスラエル航空宇宙軍、航空自衛隊、サウジアラビア空軍が採用した。なお、F-15のパイロットたちは俗に「イーグルドライバー」と呼ばれている。
チタンを多用して軽量化した機体に大推力のターボファンエンジンを2基搭載し高い格闘能力を有すると同時に、高出力パルスドップラー・レーダーと中射程空対空ミサイルの運用能力も併せ持ち、遠近の空対空戦闘に対応可能となっている。
F-15の後継機としてF-22が開発されたが、高価であることなどからアメリカ合衆国の中でも一部の配備に留まり、全世界のF-15を置き換えることはできなかった。そのため、原型機の初飛行から既に50年経った現在でも、F-15は改良を重ねつつ世界トップクラスの機体の一角を占め続けている。F-22の代わりとなる後継機としては、F-35が有力である。ステルス機能がないことを除けばF-15の基本設計の完成度は高く、今後も運用が継続される見通しである。

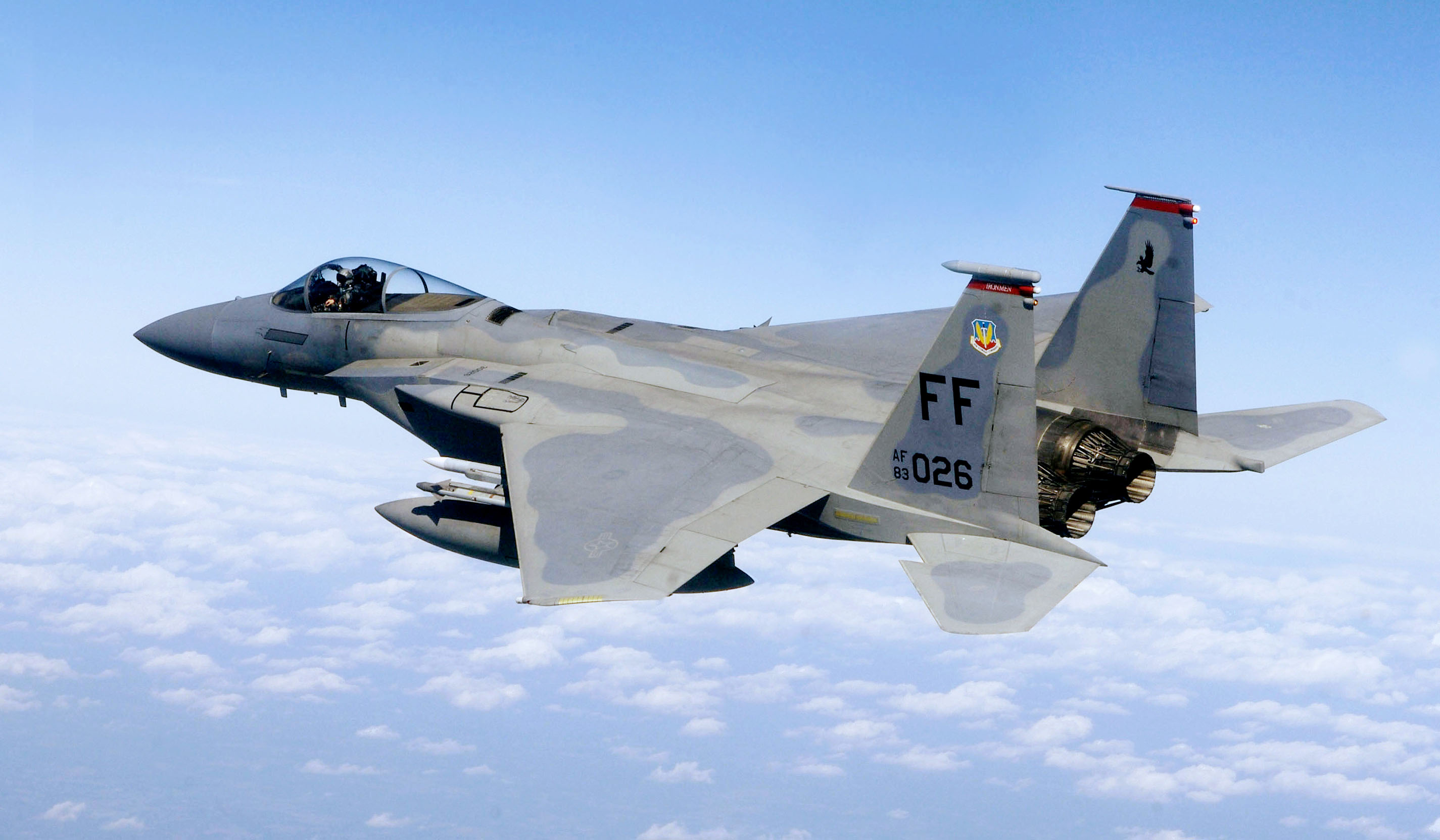
アメリカ空軍のF-15C

二枚の垂直尾翼を持つとはいえ平凡な平面形の主翼に水平安定板を組み合わせた保守的な設計に係わらず、当時としては画期的な機動性を実現し、F-4の運用において顕在化した諸問題を教訓に設計段階で様々な工夫が施された結果、当初から高い完成度を見せている。
数々の実戦経験がありながら、採用国は2018年現在までに空中戦における被撃墜記録は無いとしている。ただし、複数の交戦相手国がF-15の撃墜を主張しており、ソビエト連邦（後のロシアなど）は戦地に派遣したオブザーバーによりMiG-23などの自国製戦闘機が数機のF-15を撃墜したとしている。訓練中の事故として、1995年の航空自衛隊におけるF-15僚機撃墜事故などがある。
単座型と複座型の2種類が存在するが、飛行性能および戦闘能力に大きな差はない。
また、派生型である戦闘爆撃機のF-15Eの開発も行われ、こちらもアメリカ空軍他各国で採用された。

## 開発の経緯

### 前史
1956年に配備の始まったサイドワインダーを装備したF-86戦闘機が、1958年の台湾海峡における金門砲戦時の大規模な空中戦などで戦果をあげた事例などから、アメリカ空軍では今後の戦闘機同士の戦闘は「遠距離から射程の長いミサイルを発射して相手を撃墜するものになる」という「ミサイル万能論」が主流となり、空対空兵装としての機関砲は軽視されるようになっていった。また、1950年代のソ連によるM-4（バイソン）、Tu-95（ベア）といった新型爆撃機の配備を重大な脅威として対応する必要を唱える「ボマーギャップ」論が広まった。そのためにアメリカ空軍は、要撃機と爆撃能力の拡充に重点を置くこととなった。
これらの結果、新規開発の比重は対戦闘機戦闘を主目的とした制空戦闘機から、（核）ミサイルによる爆撃機要撃のためのF-102の様な要撃戦闘機や、対地攻撃力を補充するF-105の様な戦闘爆撃機に移っていった。当初、F-86セイバーの後継とされたF-100スーパーセイバーも戦闘爆撃機に転用され、F-101やF-104も運動性を軽視した仕様となった。
こうした経緯から、アメリカ空軍はベトナム戦争開始時期に充分な格闘戦能力を持つ機体を保有しておらず、緒戦での同士討ちを契機に定められた有視界外戦闘を禁止した交戦規定により、旧式のMiG-17との格闘戦闘に巻き込まれて苦戦を強いられた。ただし1961年当時の国防長官のロバート・マクナマラの推し進めた空海両軍の機種統一により導入したF-4が、比較的機動性に優れていたためベトナム戦争を凌ぐことはできた。
さらにマクナマラはコスト削減と合理化を図るべく、空軍主体で開発する戦闘爆撃機を海軍向けに艦隊防空用の要撃機に発達させ共通化を図るTFX計画を進めたが、重量増加、エンジン（プラット・アンド・ホイットニー TF30）のストール、アメリカ海軍用の新ミサイル（AIM-54 フェニックス）や新火器管制装置（AN/AWG-9）の開発遅延といった問題によるF-111Bキャンセルの結果、コスト高や運動性能等の問題を抱えながら空軍用であるF-111Aのみの実用という結末を迎えることとなった。

### F-X開発
海軍はTFX実用化断念後の1965年に、次期戦闘攻撃機VFAX（後に中止）や次期戦闘機VFX（後のF-14）の開発研究を開始していた。空軍もF-111どころかF-4さえ重すぎて制空戦闘に不適と考え、同年4月、F-Xの開発研究に着手した。
1966年3月、ノースアメリカン・ロックウェル、ロッキード、ボーイングの3社とTactical Support Aircraft（戦術支援機）に関する4ヶ月間の概念作成研究契約を締結した。同年9月3社の研究結果の評価を完了したが、開発方針の決定には至らなかった。その概要は以下の通りである。
- 機体重量約27トン（60,000lb+）
- 瞬間最大速度マッハ2.7、最大速度マッハ2.5
- 推力重量比0.75
- F-111よりも良好な加速・上昇などの飛行性能を有し、可変後退翼を備える
- 中射程空対空ミサイル・爆弾を装備

この時期、1967年7月に行われたモスクワ・ドモジェドヴォ空港での航空ショーでMiG-25が突如出現し、上空を高速で通過していった。周到に演出されたこのフライパスのみならず、ソ連はこの航空ショーに、MiG-23・Su-15を初めとした試作機や実験機を含む多種の機体を第3世代ジェット戦闘機として出品し、これらに大きな衝撃を受けた西側の航空機専門家はソ連の意図通りにその実体以上の過大な評価を下した。アメリカ空軍首脳も公開された機体に対抗し得る機体を自軍に保有していないと考え、ソ連の爆撃機に加え、戦闘機にも危機感を募らせていった。
空軍での制空戦闘機の検討時期に、各方面のキーマンからファイター・マフィアと呼ばれる少人数のグループが出現していた。その中の一人、ジョン・ボイドは、自らのF-100による戦技教官としての経験の体系化とエネルギー保存則に基づいた空中（空戦）機動の理論であるエネルギー機動性理論を基にした判断により、F-Xの最初の提案要求（RFP）を却下し、最終版に改定した。
空軍は1967年8月にマクドネル・ダグラスおよびジェネラル・ダイナミクスの2社と戦闘機に関する6ヶ月の概念作成契約を締結した。
モスクワ航空ショーの翌年の1968年9月に、アメリカ空軍は国内の航空機メーカー8社と研究契約を結びRFPを出した。RFPの主な内容は以下の通りであった。
- マッハ0.9、高度30,000フィートにおける高G機動で異常振動を生じない
- 上記空力特性を持つ翼を使い、広い飛行速度高度域で充分なエネルギー/運動能力を持つ
- 空中給油、または増槽のみで大陸間の長距離回送飛行が可能
- 搭載兵器は全任務に対して一人で操作可能
- 現実的な空対空戦闘を想定して4,000飛行時間の疲労寿命の安全係数を4として試験で証明する
- 最新の技術を利用した操縦席艤装を行い、特に近接格闘戦ではヘッドアップディスプレイを利用する
- 理論整備工数は1飛行時間あたり11.3人・時
- 構成機器の平均故障時間は上記整備工数内で対応
- 操縦席の視界は360°確保すること
- 主エンジンは機内設備のみで起動できること
- 機体構造、電気、油圧、操縦装置は戦闘状況下で無事に基地に帰投できる高度の生存性を持つ
- 対戦闘機戦闘装備状態の総重量は40,000ポンド（約18.1トン）級
- サブシステム、構成部品、装備品は少なくとも試作品による実証済みのものに限る
- 最大速度は高空においてマッハ2.5
- 自機よりも低高度の監視能力を持つ長距離パルス・ドップラー・レーダーを備える

これらに加え、試作競争は実施しないこととしていた。
1968年12月、提出された各社案を基にマクドネル・ダグラス、フェアチャイルド、ノースアメリカン・ロックウェルの3社を選出して、詳細提案のための6ヶ月の研究契約を結び、各社は期日通り設計案を提出した。フェアチャイルド社案は、胴体の両側の変形デルタの主翼の半幅にエンジンナセルを置き、二次元型空気取入口から排気口を一線上に配置した、双発一枚垂直尾翼の機体であった。ノースアメリカン・ロックウェル社案は、オージー翼を持つブレンデッドウィングボディ構成の胴体下に二次元型空気取入口を付けた、胴体内並列双発一枚垂直尾翼の機体だった。
これらに対しマクドネル・ダグラス社案の機体は、前縁45度というそれほど大きくない後退角を持つ、広い面積の主翼を持っていた。これは当時の超音速戦闘機には、まず採用されることのないものだった。この時、マクドネル・ダグラス社は37,500ページにも及ぶ文書を提出、設計には大型計算機を用いて数千種類の機体形状を検討していた。

### 原型機発注

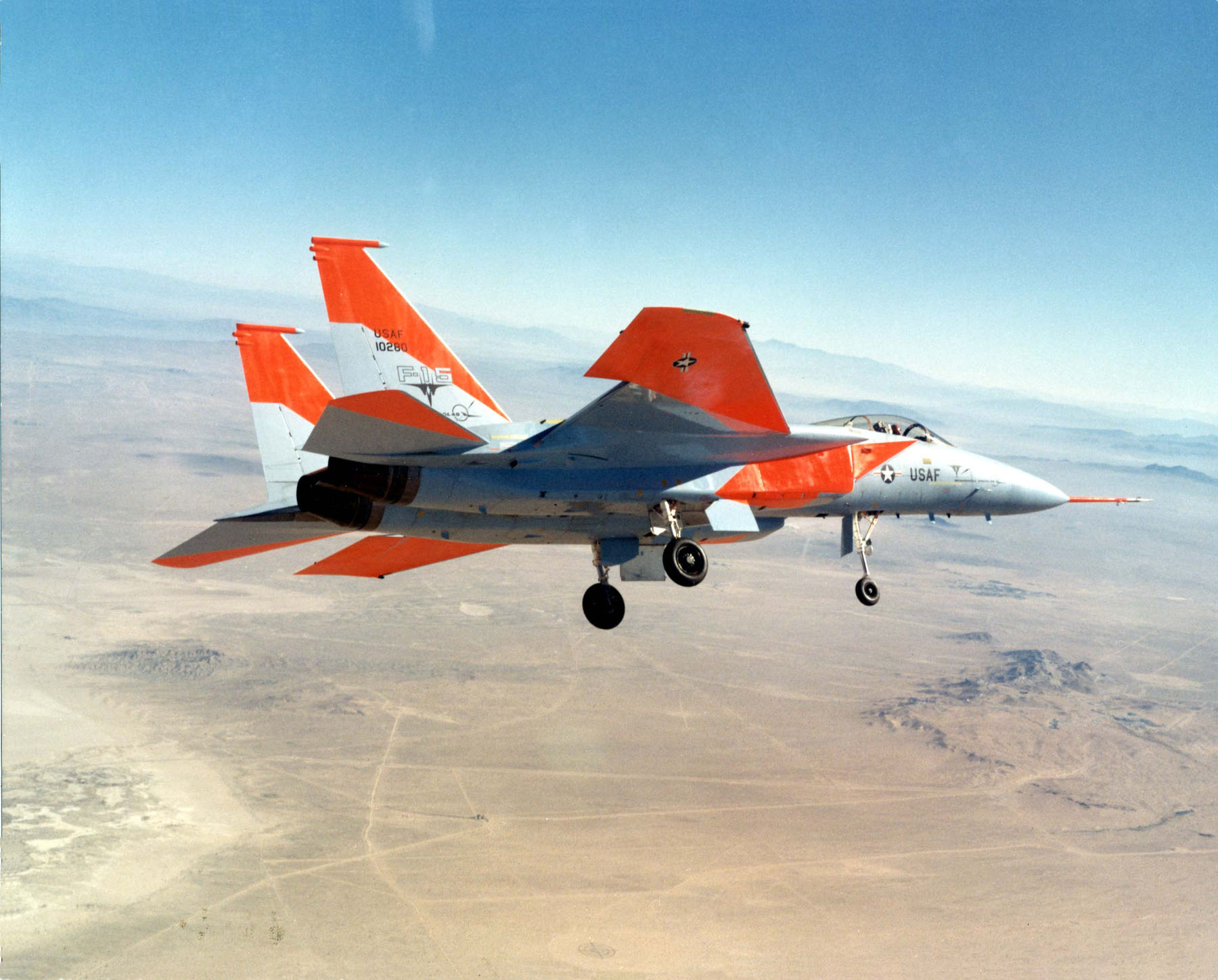
原型機(S/N 71-0280)
量産機とは主翼先端及び水平尾翼の形状が異なる

1969年12月にアメリカ空軍は、マクドネル・ダグラス社と開発契約を結んだ。設計主任はジョージ・グラーフ(George Graff)、空力担当にはドン・マルバーン(Don Malvern)が就任した。また、セントルイスの工場では2基の空対空戦闘シミュレーターが開発され、研究に用いられた。本開発では900時間以上の設計改善が行われ、風洞実験では100種類以上の主翼形状の試験が行われた。
F-4は双発でありながら、片方のエンジンの被弾後に両エンジンが停止したり、火災で墜落する事例が見られた。これを教訓にF-15ではエンジン間の縦通材などとして、エンジン周りにチタンを多用して耐熱性や強度を確保し、さらには消火システムを充実させ、燃料タンク配置にも配慮が払われた。
エンジンの開発はプラット・アンド・ホイットニーとゼネラル・エレクトリックの提案から、1970年3月にプラット・アンド・ホイットニーがF100ターボファンエンジンの開発契約を結んだ。初期推力試験は1972年3月末までに終了し、1年後には型式証明を取得するための試験を終了させた。
レーダーはヒューズ社とウェスチングハウス社の提案から、1970年9月にヒューズ社のAN/APG-63レーダーを選定している。

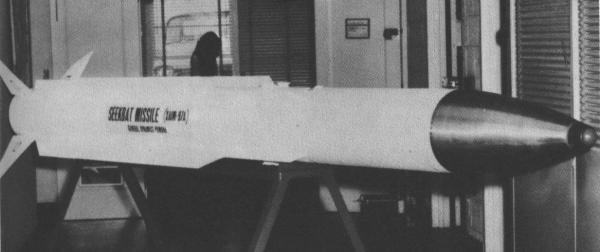
搭載が予定されていた長射程空対空ミサイル、AIM-97
AGM-78 対レーダーミサイルの発展型である

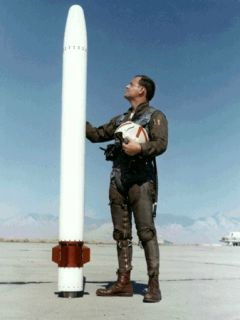
短距離空対空ミサイルとして搭載予定であったAIM-95
推力偏向機構により操舵される方式のため、舵翼を持たない

武装は空対空ミサイル・機関砲共に新開発のものが搭載される計画で、視界外射程(beyond-visual-range；BVR)兵装にはAIM-97 空対空ミサイル、近距離／格闘戦兵装にはAIM-82 空対空ミサイルおよび固定武装としてGAU-7 25mm6砲身ガトリング砲(英語版)といった新規開発の装備が選定された。
AIM-97はAIM-7を凌ぐ射程と高速高機動目標への対処能力を持つことを主眼に開発されたもので、中間誘導にパッシブレーダーホーミング、終端誘導に赤外線感知を用いる複合誘導方式となっていた。AIM-82は当時主力のAIM-9 第1世代では不可能な全方位照準（目標の後方に回ってエンジンの排熱を捉える必要がなく、どの方向からでも熱反応さえ捉えれば照準できる）が可能なもので、後にAIM-82はアメリカ海軍が開発を進めていた新型短距離空対空ミサイルであるAIM-95に計画を統合して開発が一本化されたため、F-15へ搭載される短距離ミサイルもAIM-95に移行された。固定武装のGAU-7は口径をそれまでの標準であった20mmから25mmとして弾頭威力が大幅に強化され、使用弾薬には薬莢を持たないケースレス弾薬方式を用いた先進的なものであった。
しかし、AIM-97、AIM-95共に技術的・予算的な面から最終的には計画中止となり、開発によって得られた新基軸を採り入れた暫定新型として既存の空対空ミサイルの改良型が開発されることになり、F-15の搭載する空対空ミサイルもAIM-7とAIM-9の改良型に落ち着いた。GAU-7は実際に試作砲を搭載しての試験も行われたが、ケースレス方式特有の問題の他、不規則な弾道性能といった問題もあり、開発担当のフィリコ・フォード(Philco-Ford)社(英語版)からの開発期間延長の申し入れを受け入れず、従来のM61 20mmガトリング砲を採用することとなった。これらの経緯から「最新技術を盛り込んだ新開発の武装を搭載する」という当初の計画は大きく修正されたが、それであってもF-15が高い空対空戦闘能力を持つことには変わりなかった。
1971年2月、アメリカ議会上院歳出委員会はF-14とF-15の比較検討を行い、F-14はF-15の任務をすべて果たせるが、F-15はF-14の任務をすべて果たすことはできないとF-15が劣ることを指摘し、空軍・海軍共に同じ機種を採用すべきとの意見が挙げられた。これに対し空軍は、F-14は艦隊防衛に特化した機体であり、F-15は機動性の高い制空戦闘機であると反論した。一方、アメリカ国防総省内部からはF-15を基本とした海軍型（艦上戦闘機）のF-15Nの検討を指示する動きもあった。
開発にあたり当初12機、1972会計年度で8機の前生産型を発注し、それぞれ以下のような作業や試験が割り当てられた。
- F1 (1号機) - (71-0280)性能領域の探求、運用特性、外部搭載物試験
- F2 (2号機) - エンジン試験
- F3 (3号機) - 電子装備開発、気流速度計測（これ以降の機体はAN/APG-63火器管制装置を搭載）
- F4 (4号機) - 構造試験
- F5 (5号機) - 機関砲・兵装・兵装架射出試験（これ以降の機体はM61A1 ガトリング砲を搭載している）
- F6 (6号機) - 電子装備試験、及び飛行制御・ミサイル発射評価
- F7 (7号機) - 兵装、燃料、兵装架
- F8 (8号機) - 異常姿勢特に錐もみ特性、高迎角評価
- F9 (9号機) - 機体、エンジン適合評価
- F10 (10号機) - レーダー、電子装備の試験
- T1 (11号機) - 複座型評価。後にF-15S/MTDとなる
- T2 (12号機) - 複座型。マクドネル・ダグラス社の飛行実演機。後にF-15Eの試作機となる。
- F11 (13号機) - 実用試験
- F12 (14号機) - コンフォーマル・フューエル・タンク装備機：実用試験
- F13 (15号機) - 実用試験
- F14 (16号機) - 気象環境試験。試験終了後にイスラエルに売却
- F15 (17号機) - 使用されず、イスラエルに売却
- F16 (18号機) - 実用試験、及び飛行実演後にイスラエルに売却
- F17 (19号機) - 「ストリークイーグル計画」に使用
- F18 (20号機) - 使用されず、イスラエルに売却

1972年6月26日に初号機がマクドネル・ダグラス社セントルイス工場で完成。同日、ロールアウト記念式典が行われた。
初号機は後日一旦分解されてカリフォルニア州のエドワーズ空軍基地へC-5輸送機で搬送されて再度組み立てられ、7月27日にモハーヴェ砂漠上空でマクドネル・ダグラス社チーフテストパイロットのアービン・L・バローズにより、約50分間の初飛行を実施した。その後2年余りに及ぶ原型機による試験・評価作業で判明した修正は以下の細部変更に止まり、原設計の堅実さを証明することとなった。
- 主翼端後部の切り落とし
- 水平安定板へのドッグトゥースの追加
- エア・ブレーキの大型化とそれに伴う開度制限

原型機は1973年7月に飛行回数1,000回を数えるまでの間に最大速度マッハ2.5、最大到達高度18,290mを記録している。

## 特徴

### 機体

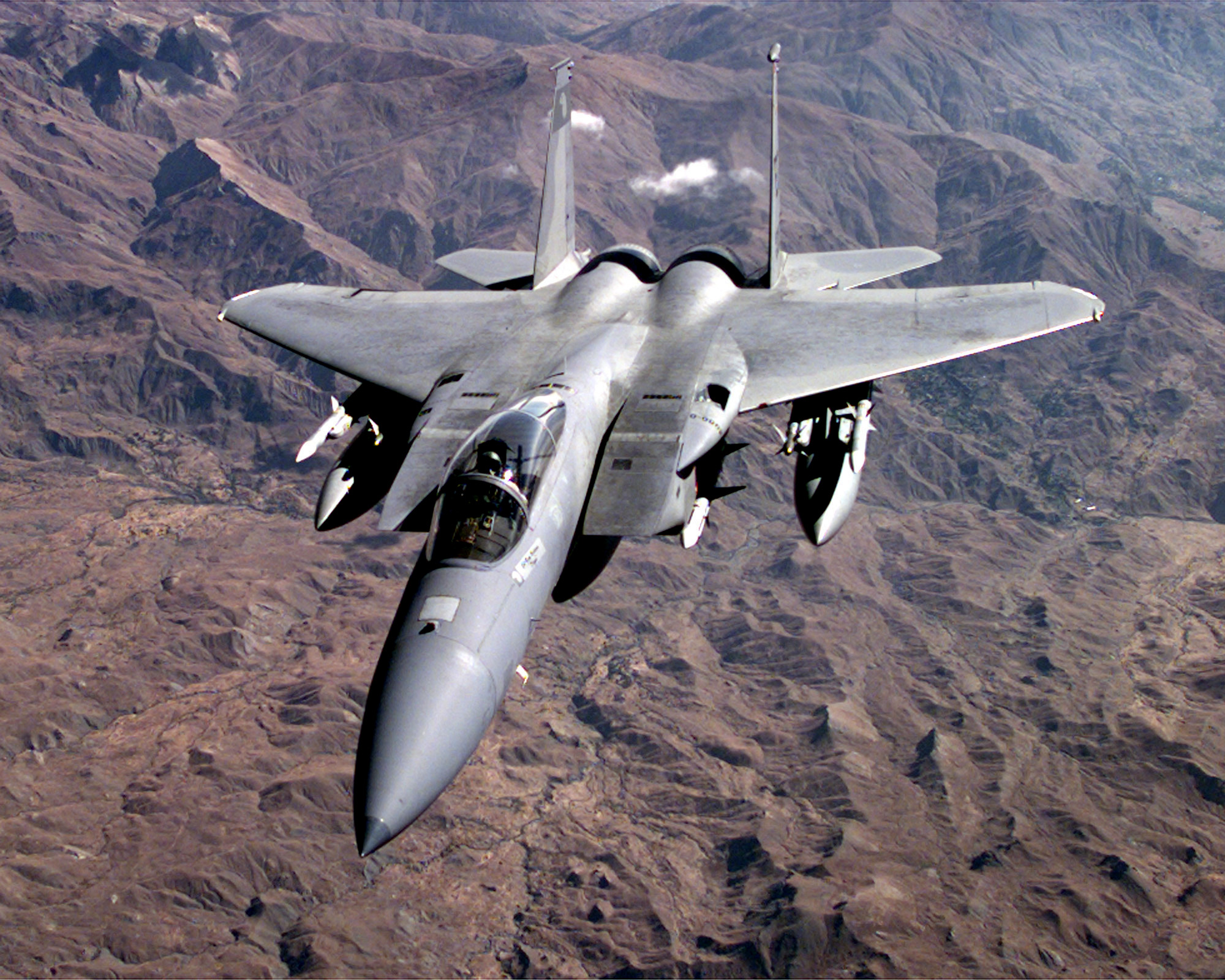
飛行中のF-15

外形はF-111やF-14の可変後退翼、F-16のブレンデッドウィングボディといった新機軸を採用することなく、MiG-25やA-5といった前例のある肩翼配置クリップトデルタ翼に双垂直尾翼と全浮動の水平尾翼を配置した堅実な構成となった。
主翼は基本翼形のキャンバーを翼付け根前縁を頂点とした円錐に合わせて翼端では翼形全体までも湾曲させるコニカルキャンバーを与えることで前縁フラップを省略し、後縁に単純フラップと補助翼のみを動翼とした簡素なものである。主翼付け根の膨らみは、ストレーキ類似の離着陸性能と運動性向上の効果を持つ。この主翼付け根の膨らみは機関砲の内蔵スペースともなり、また、後方へ延長されて尾翼の取り付け部となっている。
胴体上面キャノピー後方に大型のエアブレーキを装備し、ドラッグシュートを廃止している。このエアブレーキは、アルミニウム・ハニカムと炭素繊維複合材（グラファイト・エポキシ）を組み合わせた軽量構造になっている。水平尾翼と垂直尾翼はチタン、間にアルミニウム・ハニカム、表面をボロン繊維複合材を使用し、軽量かつ強固な構造となった。他にも、軽量化と耐熱性強化のためにエンジン周りや主翼取り付け部の円矩等の要所で構造重量の25%以上にチタンやチタン合金を使用しており、外形からは窺えないF-15の特徴となっている。
機体最上面に張り出す涙滴型の風防は、単座型と複座型で大差がない程の大きな空間により、抵抗を増やさず360°の視界を確保している。初期の機体では高温強度の高いポリカーボネートにアクリルを拡散蒸着した材質だったが、紫外線による劣化で曇りが出たため強化アクリルガラスに変更された。

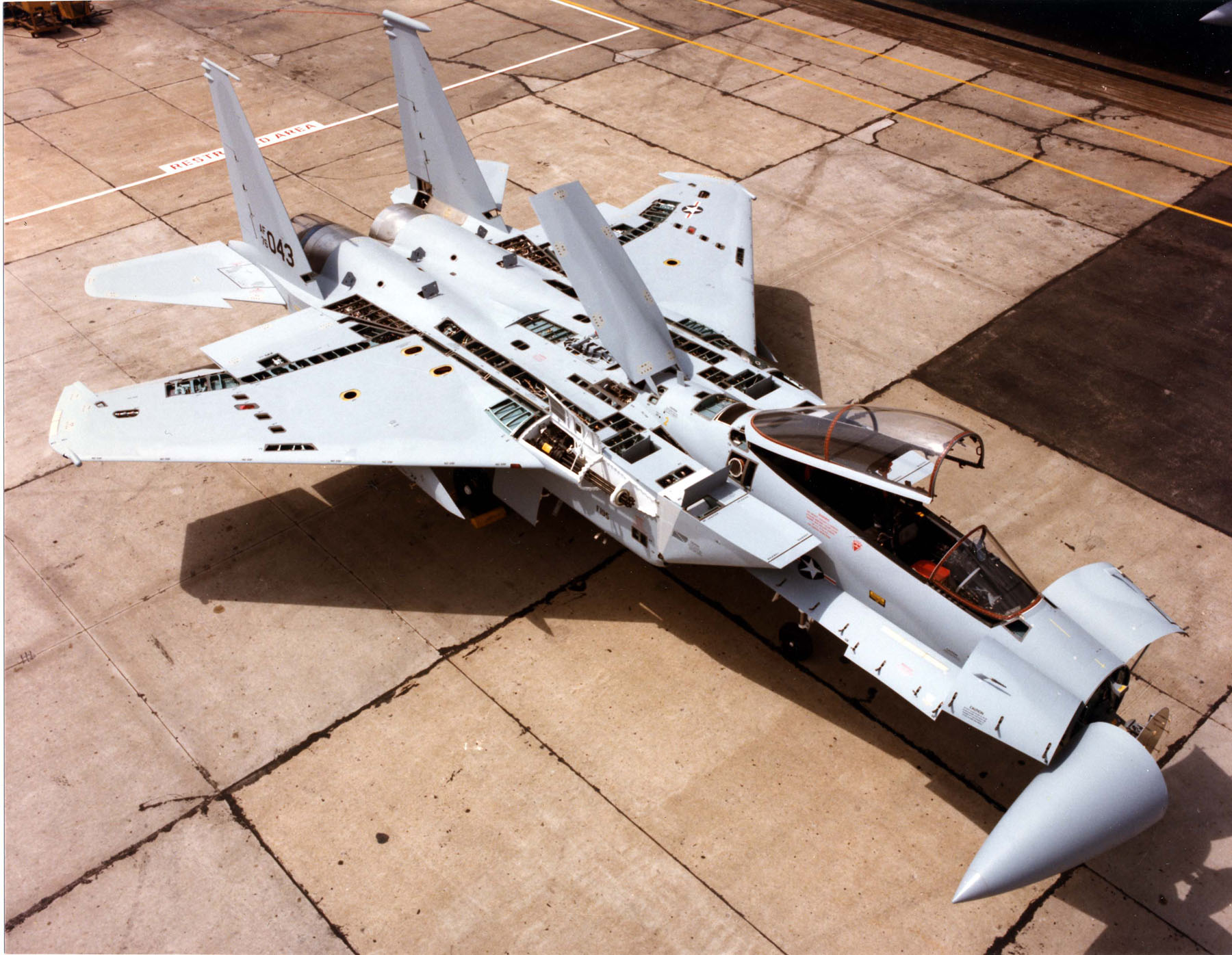
全てのパネルを開放した状態（F-15A）
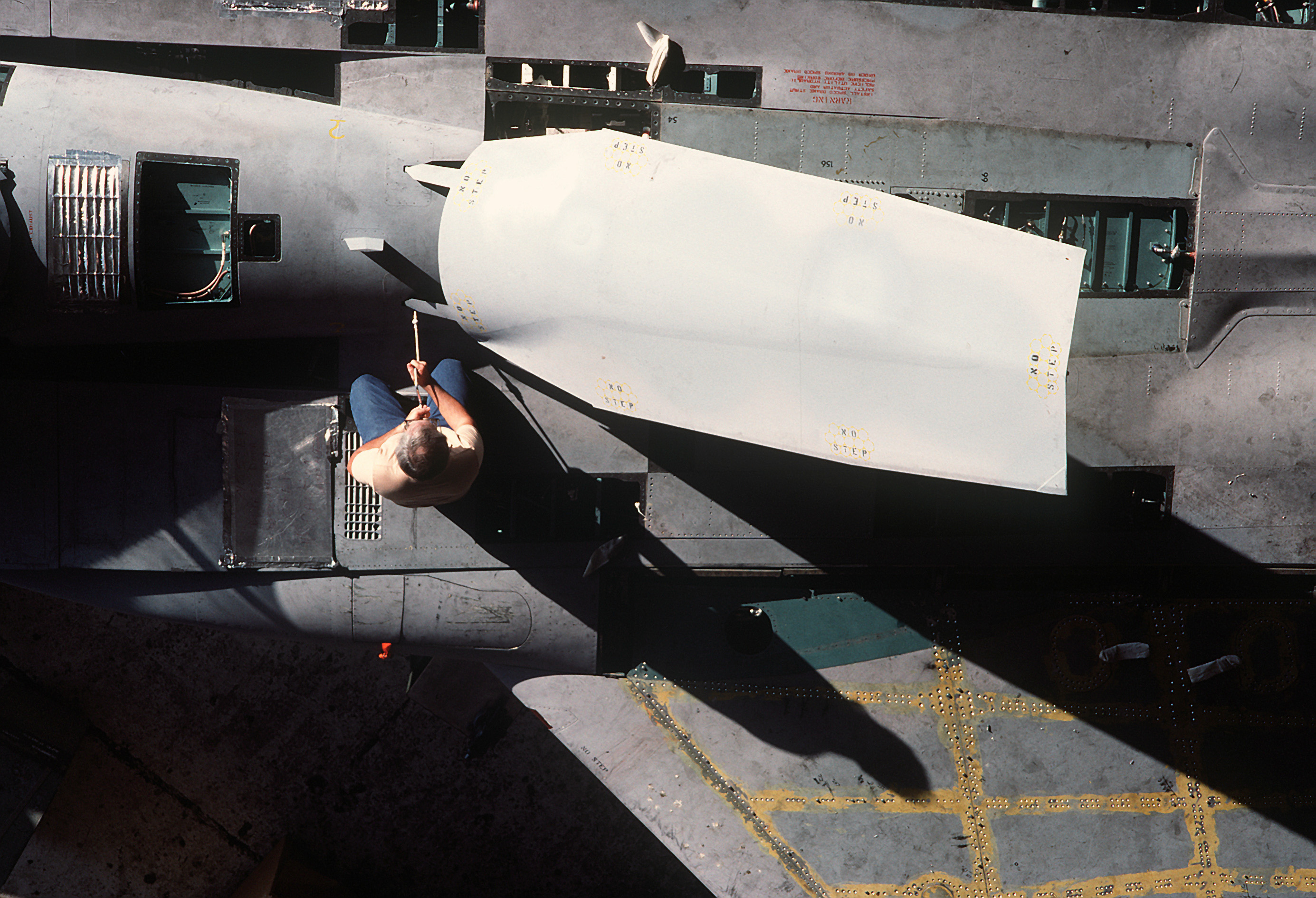
エアブレーキ。この写真は機体を上から撮影。写真左側が機首である。
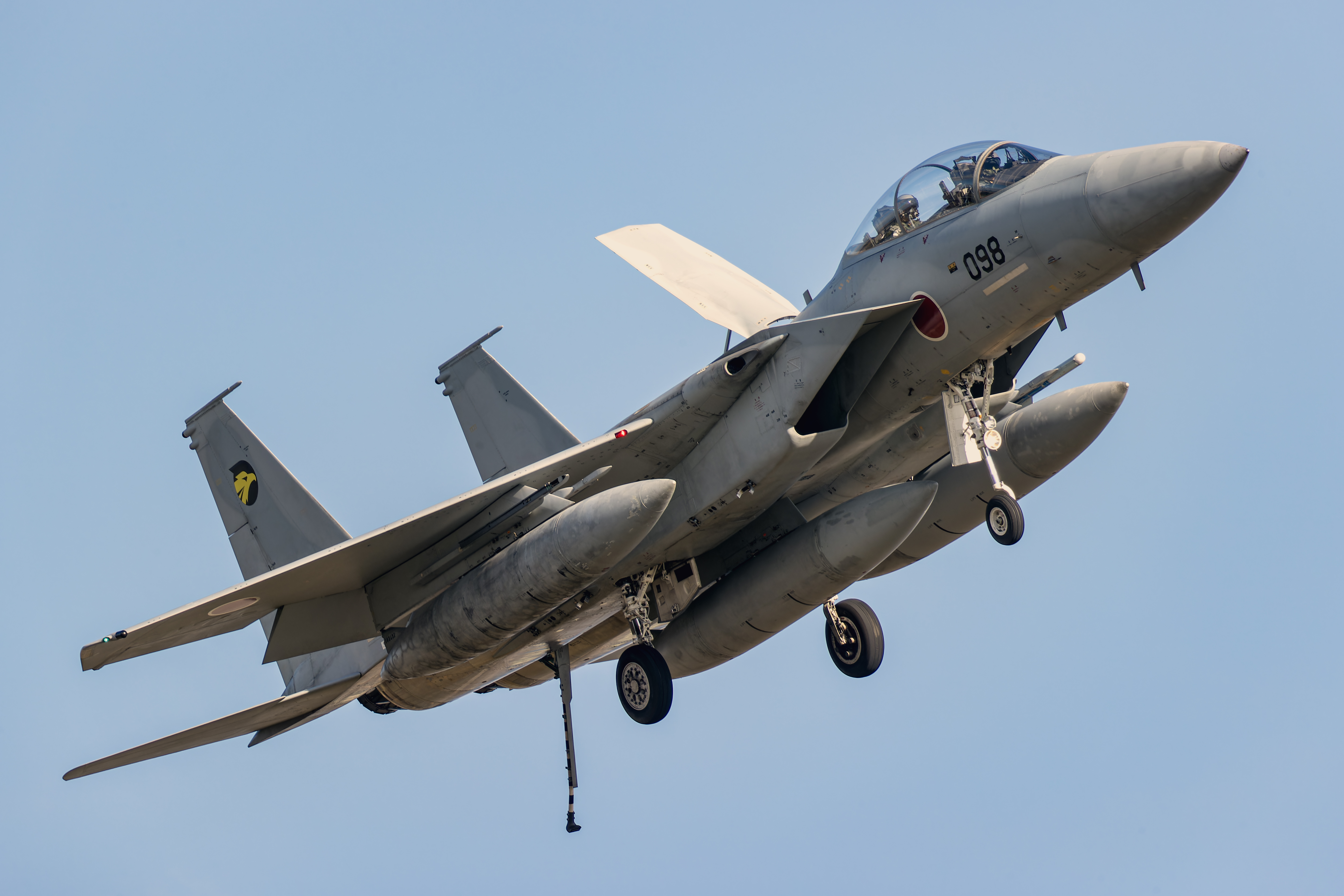
アレスティング・フックを展開して着陸姿勢に入ったF-15DJ

### 操縦系
操縦系統は、電気式の操縦性増強装置であるCAS(Control Augumentation System)と油圧機構とを組合わせたものである。CASは操縦桿およびフットペダルの操作を電気信号に変換して各動翼の油圧サーボ・シリンダーを作動させるもので、フライ・バイ・ワイヤと同じ原理であるが、フライ・バイ・ワイヤがすべての操作を飛行制御コンピュータの電気信号指令だけで行うのに対して、CASはリンク機構による機械的な結合で接続されている補助翼、方向舵、水平尾翼に並行して追加される形で装備され、安定増強や操舵補正を行っている。これにより機械的な結合が破損してもCASのみの制御で飛行を継続できるが、F-16のようなCCV設計の導入は不可能であった。
コックピットはアナログ計器にCRTのレーダースコープを組み合わせた当時主流の設計であるが、操縦桿とエンジンの出力を制御するスロットル・レバーに操縦・操舵・航法・通信・エンジン関係・火器管制などで使用頻度が高いスイッチを取付けて、HUDと組合わせることにより、パイロットが飛行中でも視線を逸らさずに手を離すこともなく、それらを操作することができるHOTASが導入されるなど、信頼性と革新性を両立した設計となっている。

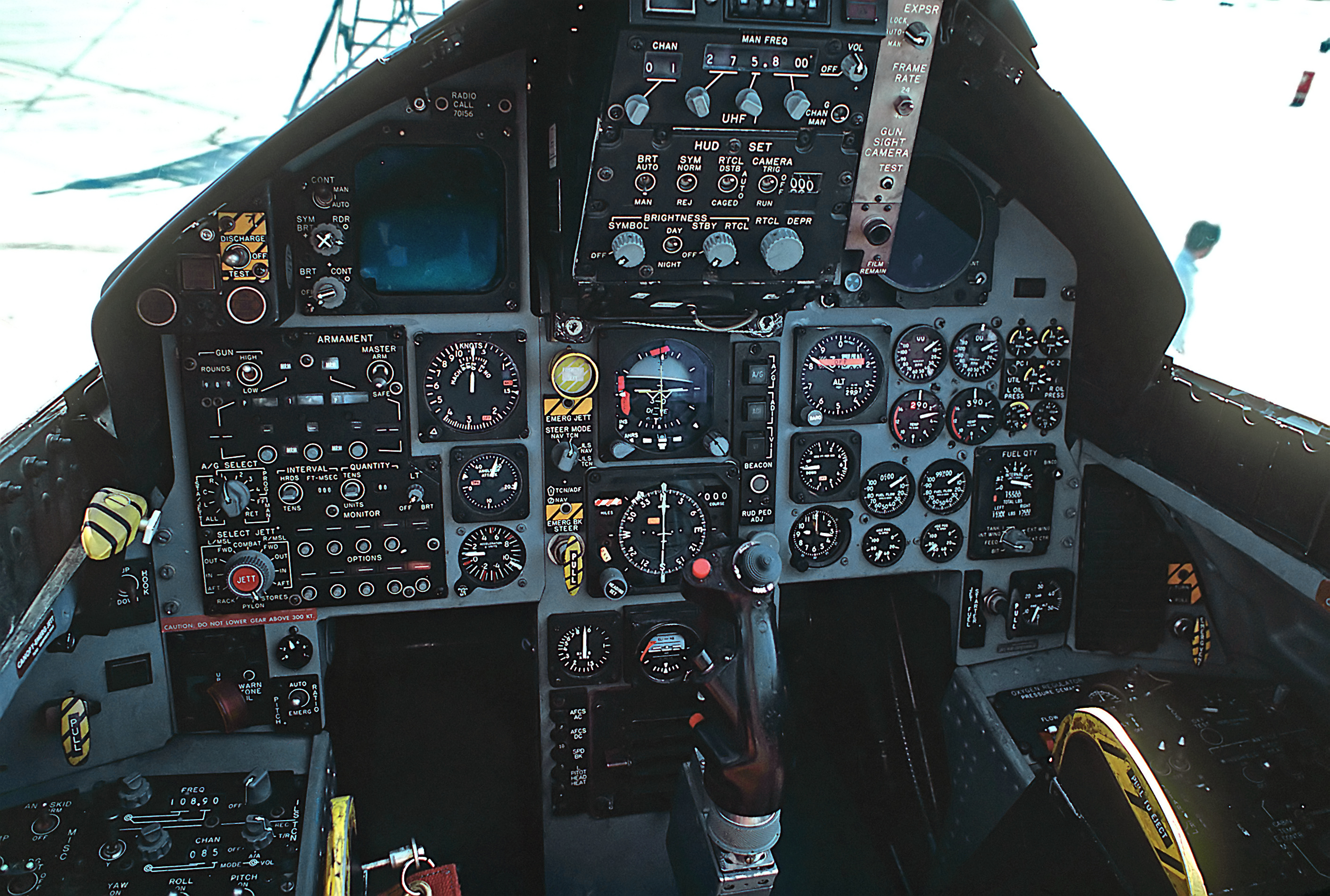
アナログ計器主体のコックピット
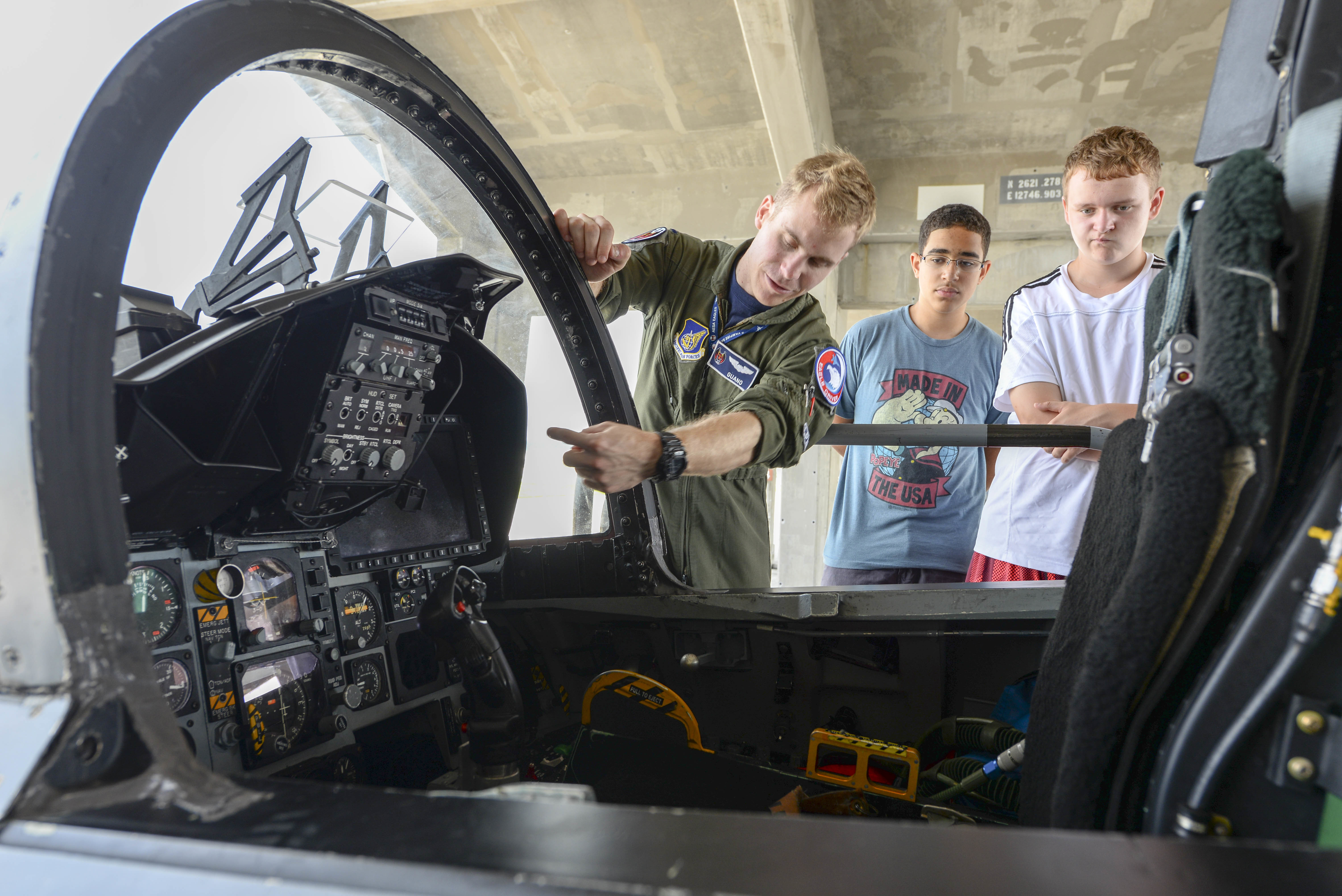
デジタル計器に改修されたコックピット

### 電子装備
火器管制システムは高性能のレーダー（AN/APG-63/70シリーズ）を中心とした高度の自動化設計により、単座運用を実現している。APG-63レーダーは小型戦闘機程度の投影面積である目標に対しては80海里(148km)以上の距離で探知が可能である。搭載のデータリンクを使用した早期警戒管制機（AWACS）との連携により高度な迎撃能力を発揮する。
機密性が高く輸出を許可していなかったTEWS（Tactical Electronic Warfare System：戦術電子戦システム）は、AN/ALR-56レーダー警報受信機、AN/ALQ-128電子戦警戒装置、AN/ALQ-135内蔵式電波妨害装置、AN/ALE-45 チャフ・フレア放出器を統合し、自動化を進めたものである。

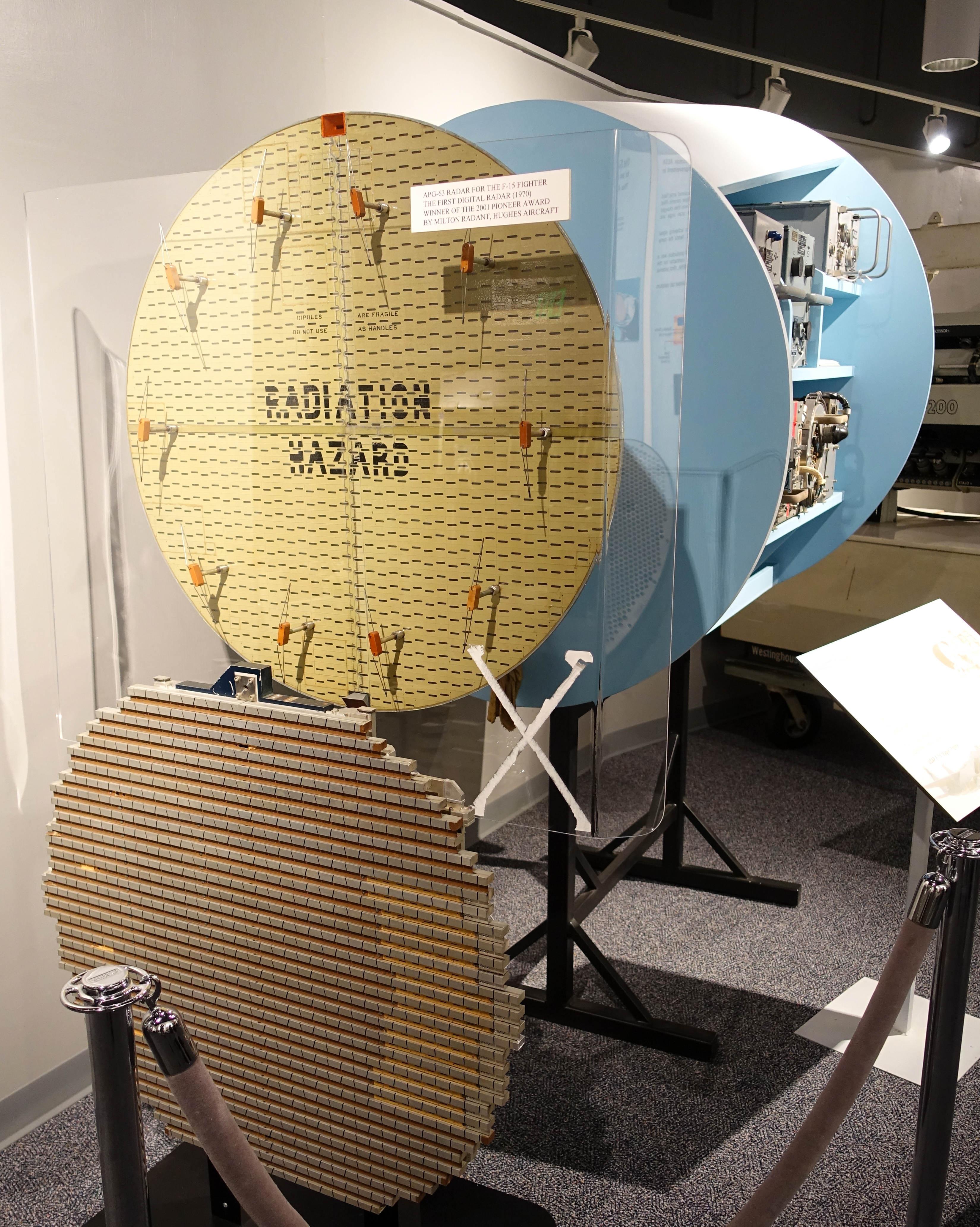
APG-63レーダー
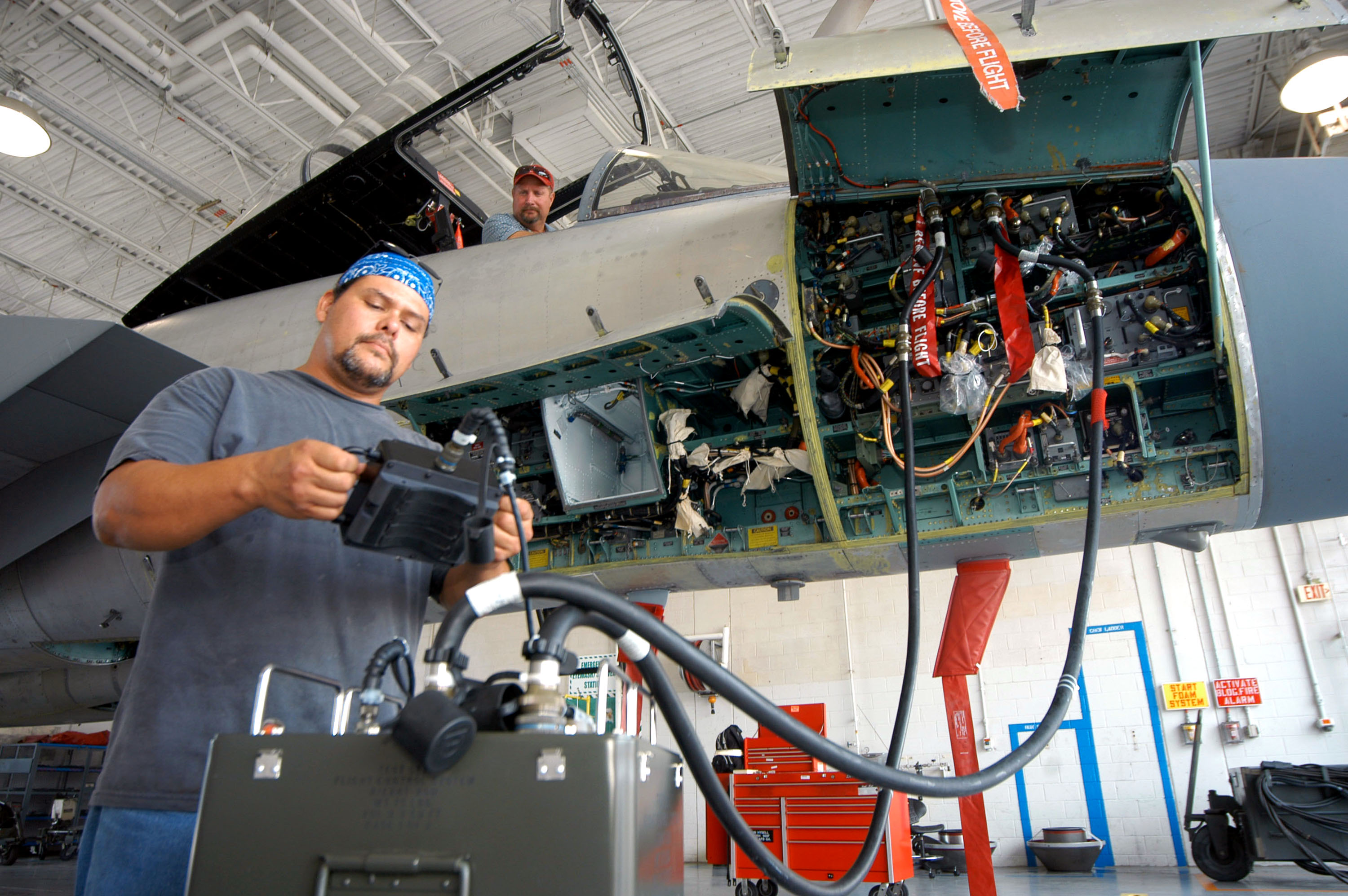
AN/APG-63の動作テスト
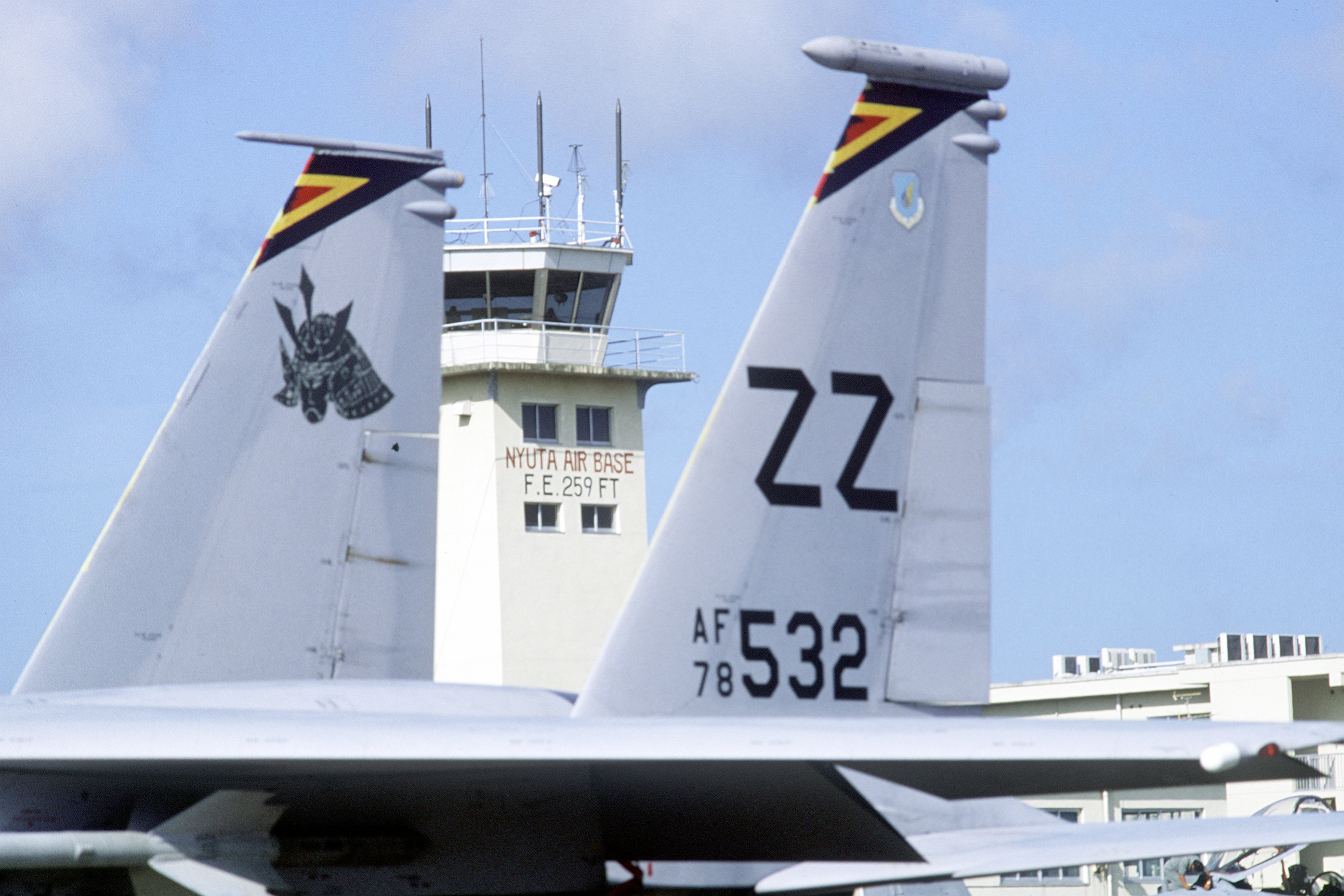
RWR装置搭載の垂直尾翼 嘉手納基地所属のF-15C（1986年）

### エンジン

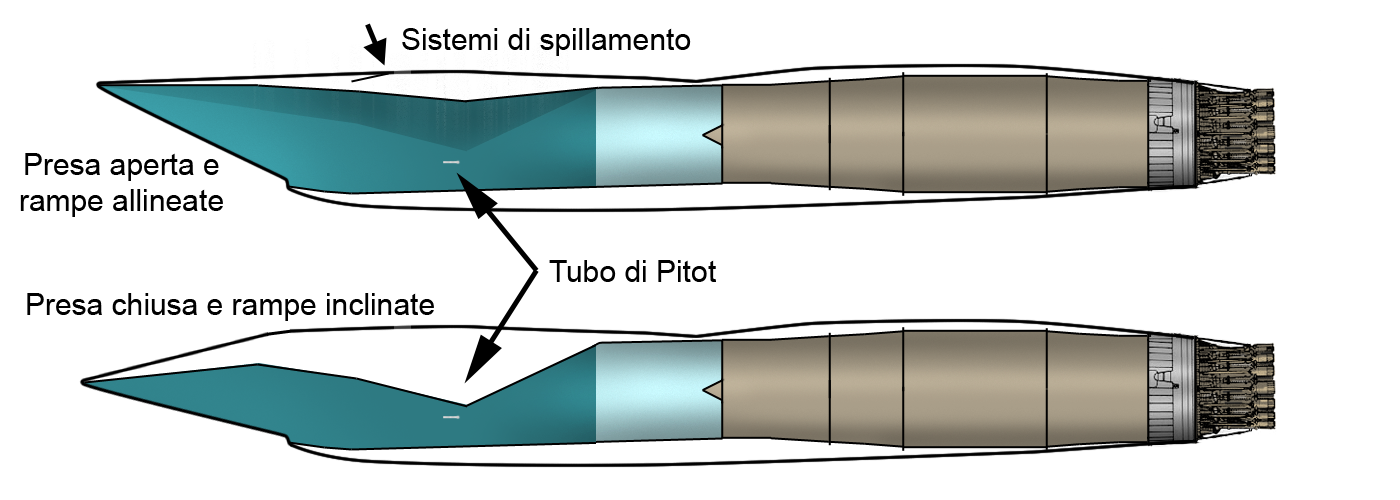
空気取入口と内部の可動式斜板の協調動作の図解

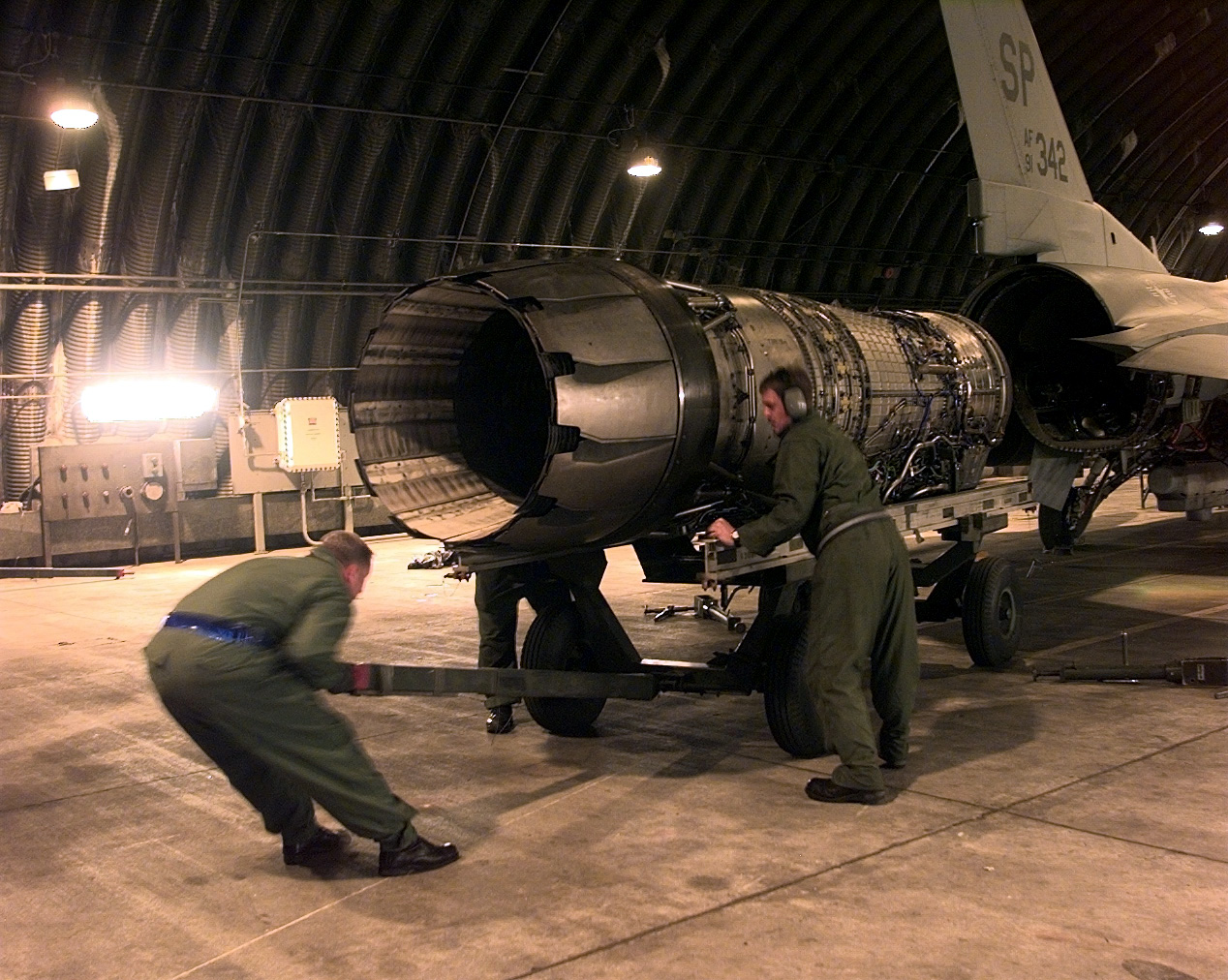
エンジンノズルに取り付けられたアイリス板（カバー）
画像は同系統のエンジンを搭載するF-16のもの（参考）

プラット・アンド・ホイットニー社のF100ターボファンエンジンを2基搭載する。初期型のF100-PW-100でも1基当たり10,810kgの推力を発揮するため、最小飛行重量に近い状態であれば推力重量比は1を超え、エンジン推力だけで垂直上昇を持続できることになる。実用上の意味はないが、高機動下における急激な運動エネルギー損失の回復に活かせる十分な余剰推力を持つことを意味している。
初期にはスタグネーション・ストールによる事故が頻発したため、スプリッターベーンの延長の他、スロットル操作のマニュアルに注意点を記載するなど運用上の工夫が行われた。
胴体の左右にある二次元型空気取入口は、上方4度下方11度で可動し、内部の可動式斜板やバイパス口と協調動作して様々な姿勢及び速度において、適切にエンジンへ外気を導入する。
持続時間制限を受けない最高速度はマッハ2.3であり、マッハ2.3を超え公称最高速度の2.5まではエンジン吸入空気温度その他の制限から1分間に制限されている。
なおF-15Aでも高度10,000-45,000ft格闘戦時基準重量の33,000lb前後ならば、戦闘時推力により僅かながらマッハ1.0を超える速度での飛行が可能である。
F-15のエンジン後部にある可変式ノズルにアイリス板が取り付けられていないのは、当初装着機からの脱落が相次いだのが原因であった。そのため、未だに多くの機体はアイリス板を取り付けていない。
F-4はエンジン始動を地上の設備に依存しており、機体が無事でも設備が破壊されると出撃できない弱点があった。F-15では対策として単独で起動できることが要求され、エンジンの起動にはJFSを使用している、JFSが1度に起動できるエンジンは1基であるため、手動で切り替える必要がある。両エンジンの始動が完了した後、JFSは自動で停止する。

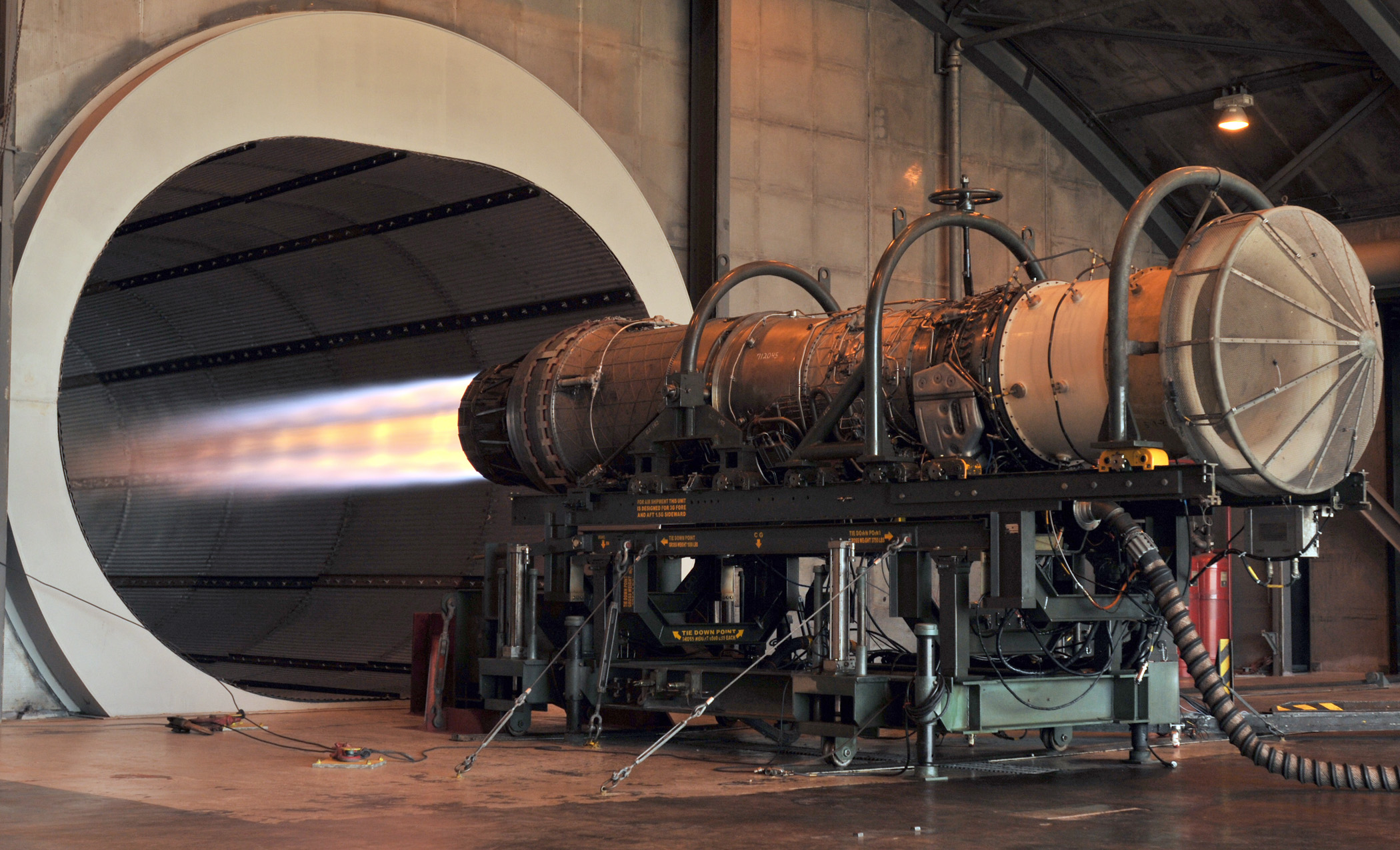
F100
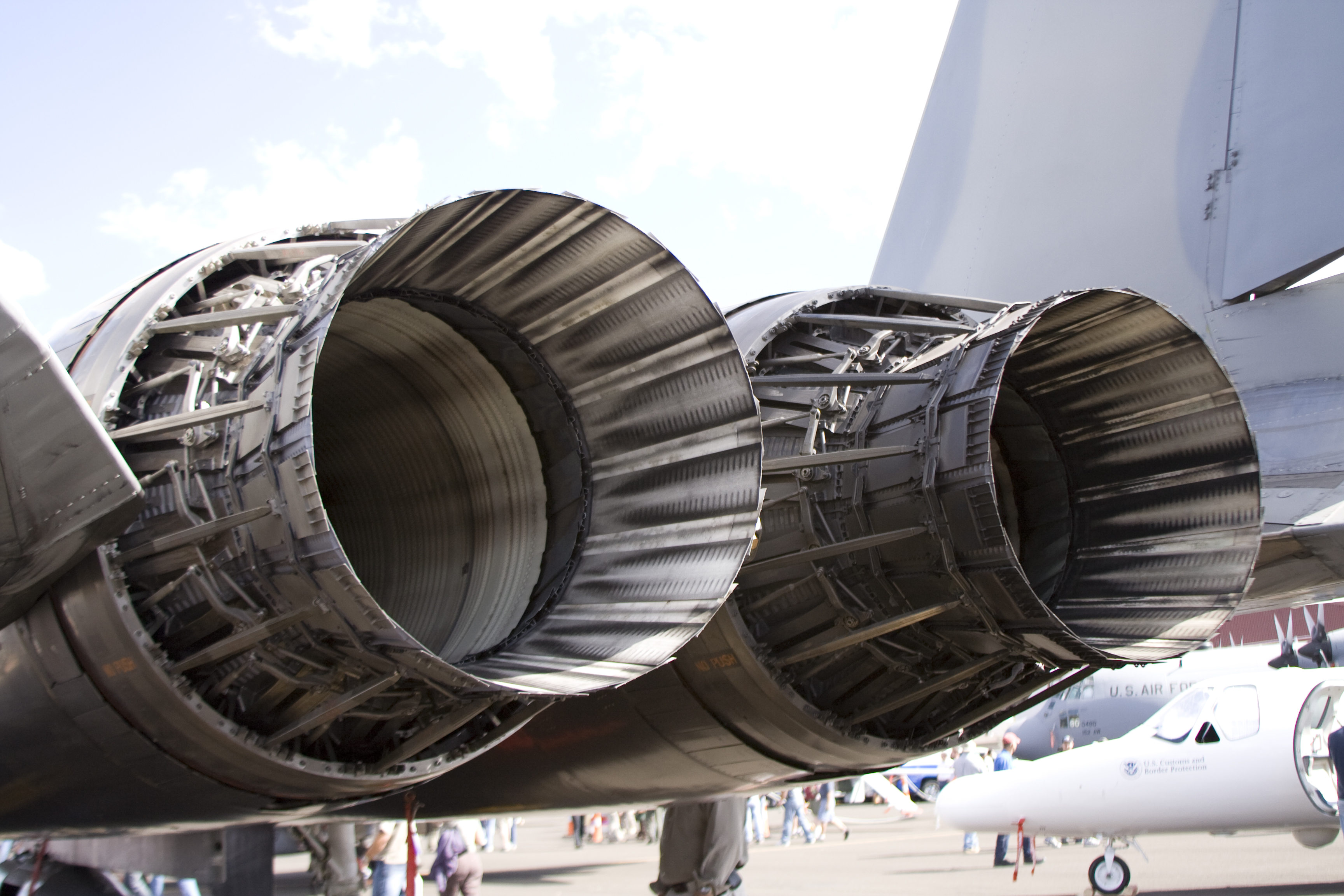
可変式ノズル
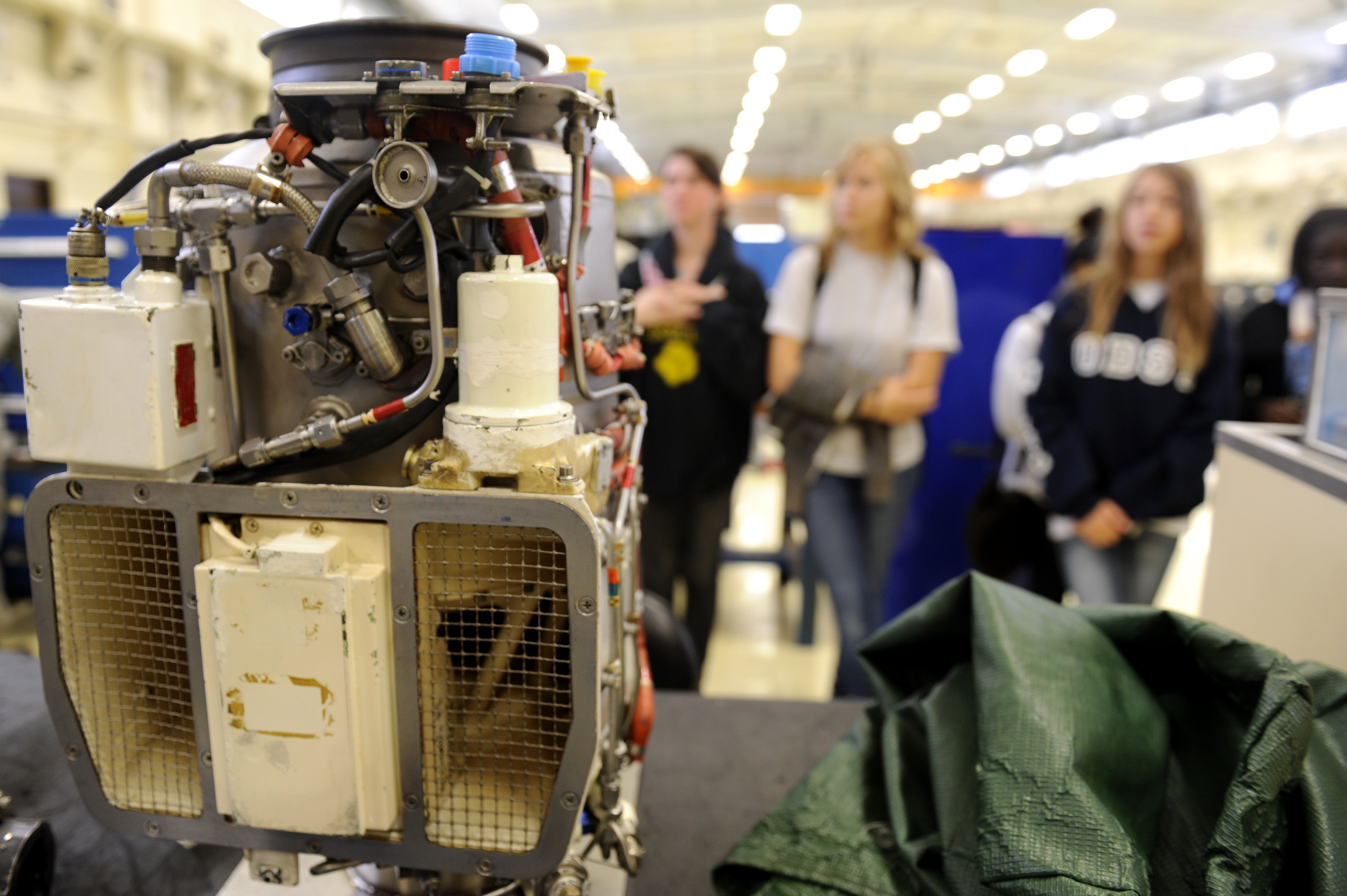
JFS

### 武装

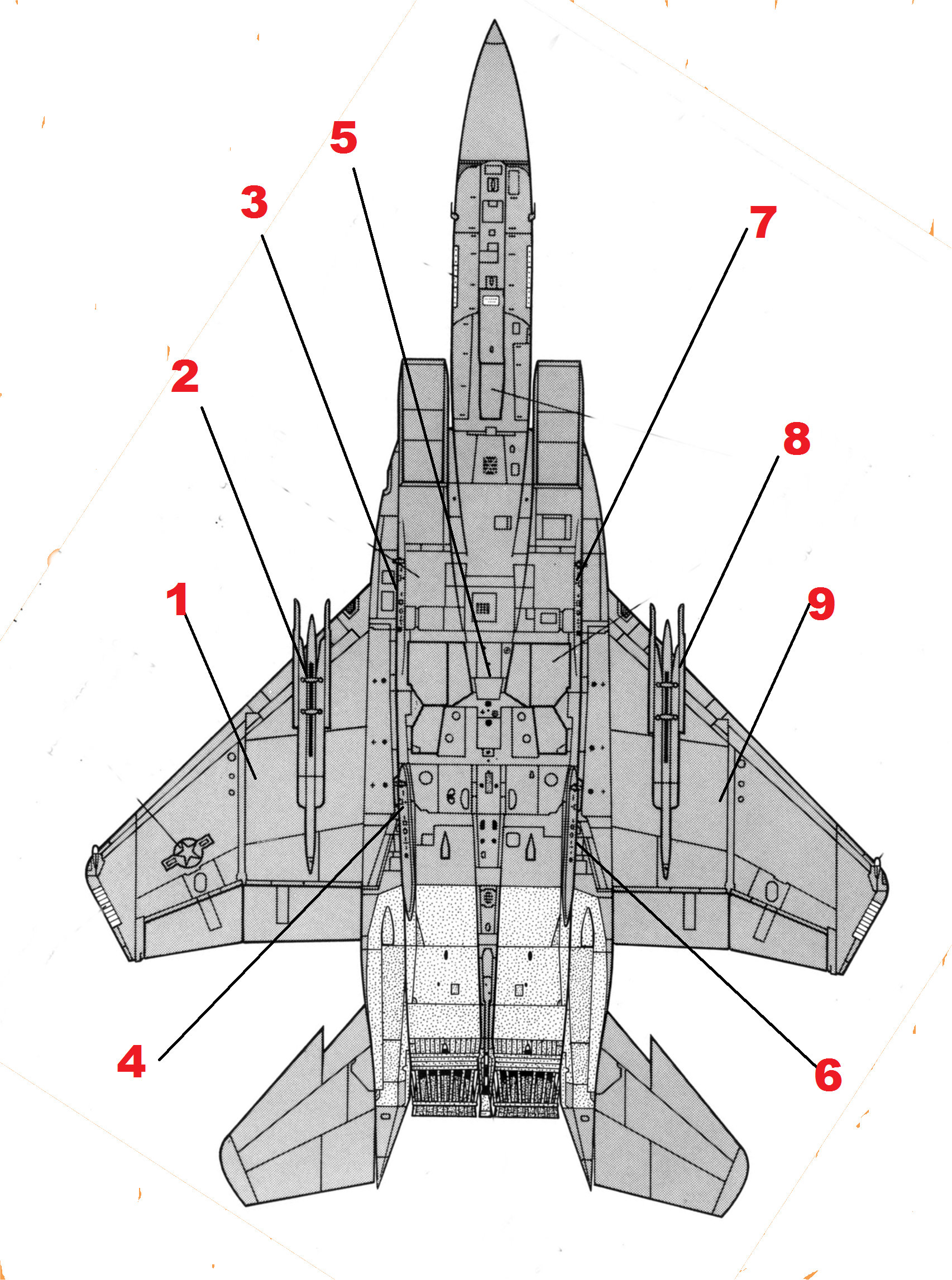
ミサイル搭載位置

F-15の武装はベトナム戦争の戦訓より固定装備とした右翼の付根前縁にある、装弾数940発のM61A1機関砲を始め、主翼下の2ヶ所のパイロンの両側のサイドレールに計4発のAIM-9 サイドワインダー、胴体下面4か所のランチャーに計4発のAIM-7 スパローとなっている。
M61A1機関砲の940発という装弾数はF-4に比べて約50%増加しており、一秒間の射撃を14回行うことができる。機関砲の射線は空中戦用途を主として、機体の基準線から2度上に向けている。
スパローのセミアクティブ・レーダー・ホーミング誘導方式は目標への電波照射を母機から行うため、誘導部が簡単で小型軽量になる代わり、命中まで母機の運動を制約するという欠点を持つ。このため、後には半導体技術の進歩により誘導部の小型化を果たしたアメリカ軍のAIM-120 AMRAAMや航空自衛隊の99式空対空誘導弾といった、アクティブ・レーダー・ホーミング誘導方式への対応も行われている。
この他にも、各国向けの仕様の変更や使用武装の追加など様々な更新を制式採用以後も受けている。
対空戦闘に特化しているとの誤解もあるが運用上からのものであり、開発当初からMk82、Mk84汎用爆弾及びそれらから派生した各種誘導爆弾などを搭載可能な設計がなされている。それら爆撃装備はミサイルの搭載を妨げないため、戦闘爆撃機としての潜在能力も高く、後年のF-15Eへと発展することになる。最大搭載量に関しては、より大型機である以上当然の話であるがF-16よりも多くなっている。本機が純粋に戦闘機として用いられる例が多かったのは、対地攻撃は制空任務よりも損耗率が高く、高価な機体をそれに充てる事が得策でないと判断されたからであり、対地攻撃任務に用いられた例も存在する。火器管制装置の空対地モードはHUD表示により、対地射撃、（自動）投弾、投弾後の4Gプルアップを支援する。

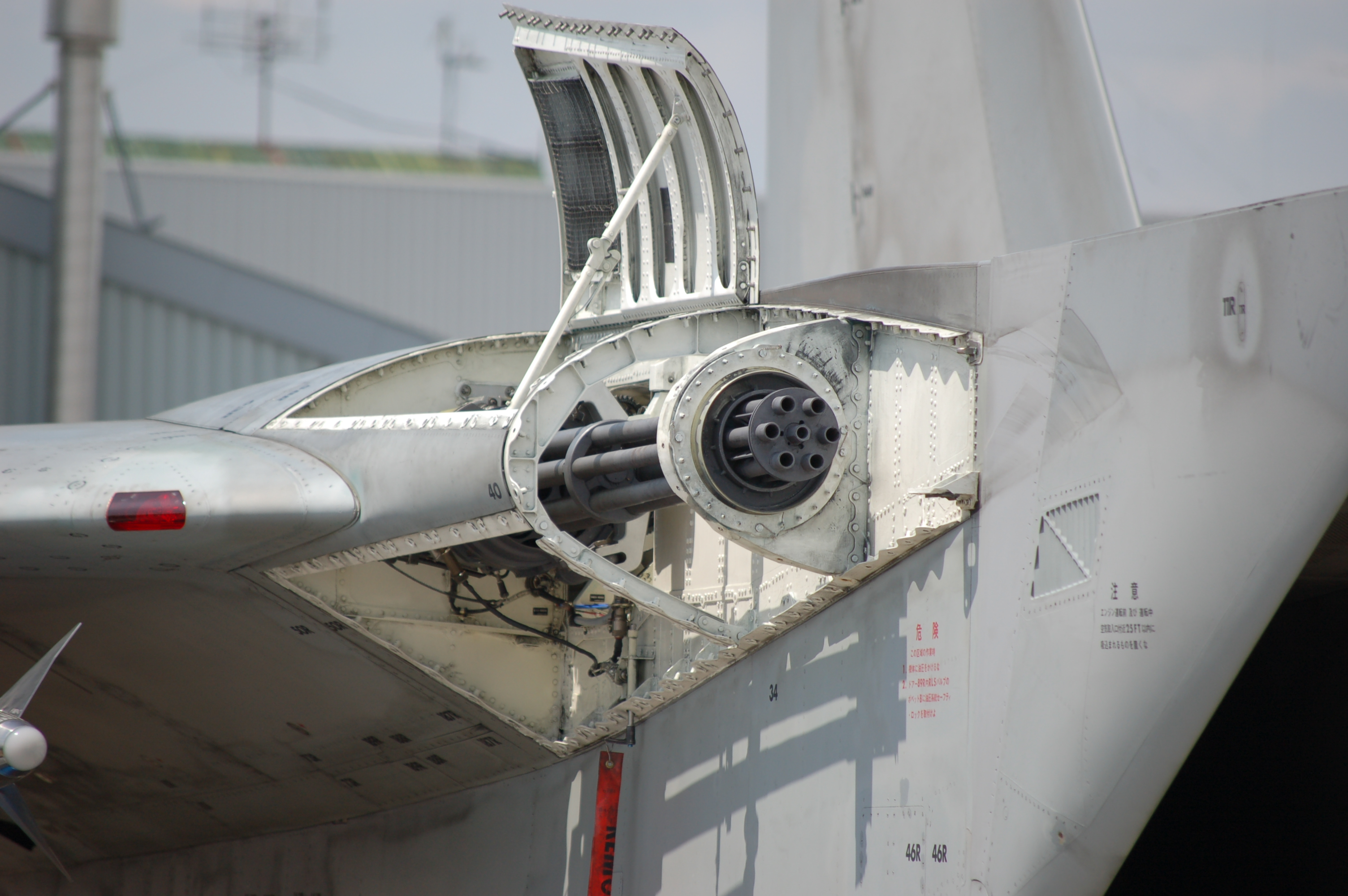
M61バルカン砲口
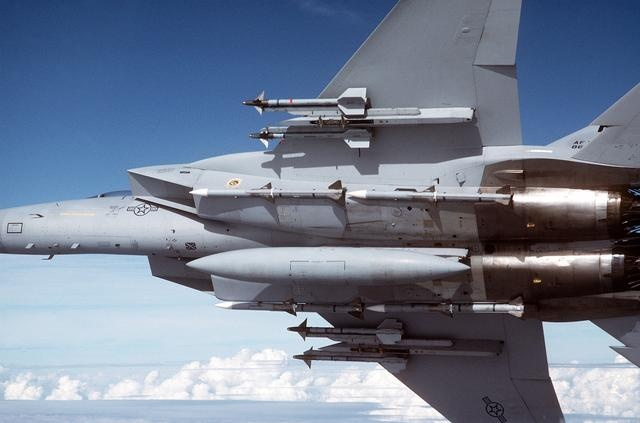
主翼下にAIM-9を4発、胴体下面にAIM-120を4発搭載したF-15C

### 拡張性
40年以上も前に開発され、しかも1970年代当時としても保守的に開発された機体ではあるが、本来の高い基本性能に加えて将来の発展性のために当初から余裕を持たせて設計されていたため、後述の新型ミサイルの搭載、改良型エンジンへの更新、さらにAWACSや早期警戒機を中核としたC4Iシステムの高度化に対応するための電子装備の更新等の近代化改修を実施することで、ロシアのSu-27やヨーロッパ国際共同開発のユーロファイター タイフーン、フランスのラファールなどといった、80年代後半から90年代以降にかけて登場した新鋭機に伍して第一線での任務遂行能力を維持している。

## ストリーク・イーグル

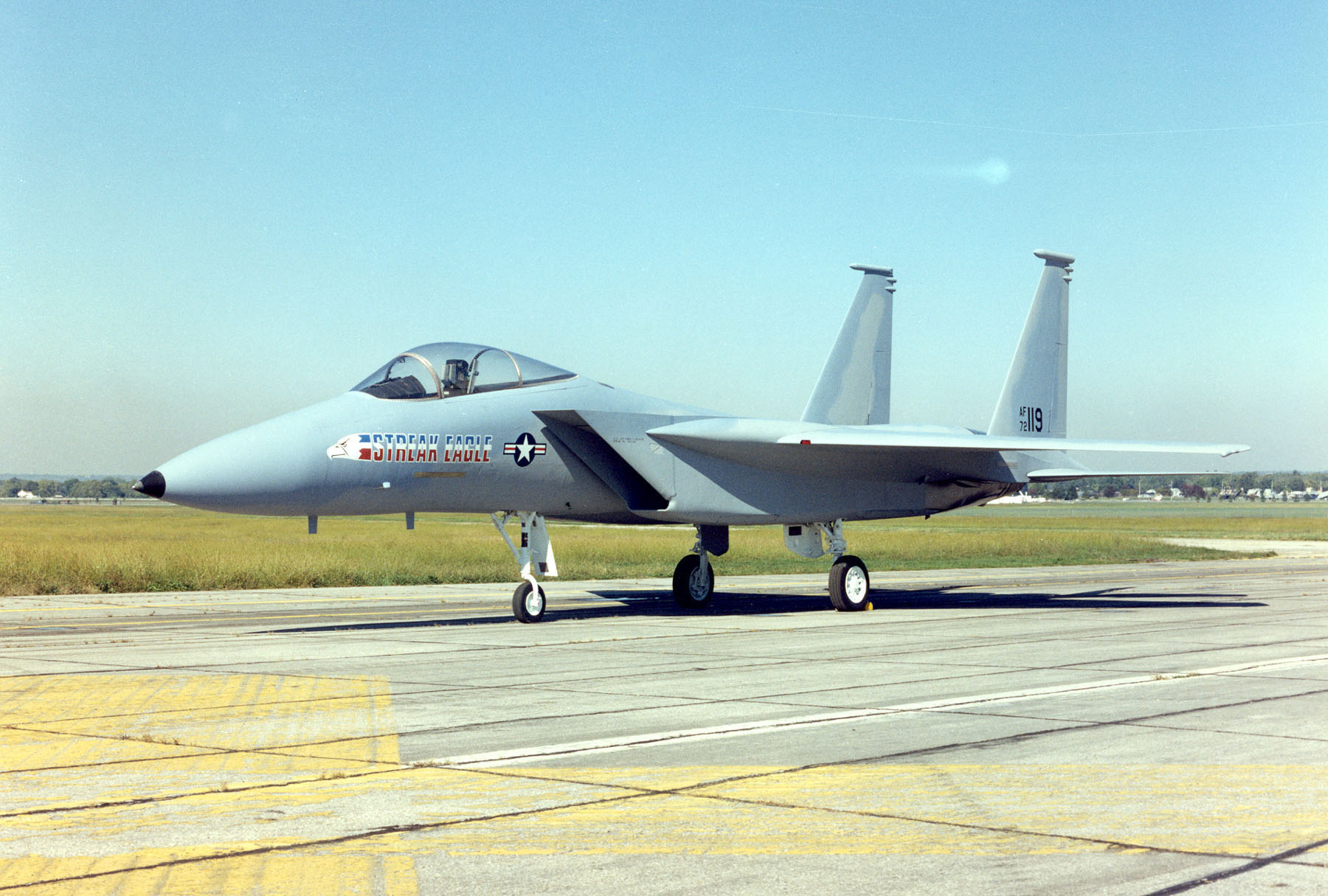
計画に使用されたF-15
機首部分に「STREAK EAGLE」の文字が読める
（画像は腐食防止のために再塗装されたもの）

F-15の性能を示す一例として「ストリーク・イーグル」がある。これは1975年当時の上昇時間記録に対して、F-15原型機の内の1機を使用して更新を狙ったアメリカ空軍による企画である。名称中のstreakには本来の「電光石火の」という意味とともに、機体塗装を剥がしてしまった改装から、当時流行した裸で人前を走り回る「ストリーキング」をかけている。これは記録更新機自体の名称にもなった。
1962年に行われたアメリカ海軍の「プロジェクト・ハイジャンプ」においてF-4は3,000、6,000、9,000、12,000、15,000、20,000、25,000、30,000mの8高度までの到達記録を更新した。
それに対して1973年にソビエト連邦はMiG-25の特殊改造機（Ye-266）により、20,000から30,000mまでの3つの記録を更新していた。本計画は国際機関の公認する上昇記録を、ソビエト連邦やアメリカ海軍から奪取することでアメリカ空軍の持つF-15の優位を誇示する狙いがあった。
原型5号機と19号機から約360kg軽い19号機を選び、レーダー・緊急用フック・機関砲など不要な装備品を取り外し、さらに塗装までも剥がして徹底的な軽量化を図った。ただし、特別な推力装置の追加といった改修・改造は施していない。計測は1975年の1月16日-2月1日にかけてノースダコタ州グランド・フォークス空軍基地で空軍のロジャー・スミス少佐、W・R・マクファーレン少佐、デイブ・ピーターソン少佐の操縦により行われた。その結果、以下の様に8つの上昇記録をすべて更新した。機体の改修に要したコストは210万ドルだった。
| 到達高度 | 従来記録[秒] | プロジェクト記録[秒] |
| -------- | ------------ | -------------------- |
| 3,000m   | 34.52        | 25.57                |
| 6,000m   | 48.787       | 39.33                |
| 9,000m   | 61.629       | 48.86                |
| 12,000m  | 77.156       | 59.38                |
| 15,000m  | 114.50       | 77.02                |
| 20,000m  | 169.80       | 122.94               |
| 25,000m  | 192.60       | 161.02               |
| 30,000m  | 243.86       | 207.80               |

ソビエト連邦はこの記録更新に対して、同年5月にMiG-25の特殊改造機E-266Mにより25,000mを154秒、30,000mを189秒と更新しており、現在ではSu-27/P-42が3,000mから15,000mまでの記録を更新しているため、F-15は20,000mの記録のみ保持している。

## 近代化改修
MSIP-1
F-15A/Bに対して段階的に行われた近代化改修。改修対象外となった多くの機体はモスボールされている。これらについて一時ボーイング社が東欧諸国へC/D相当に改修した上での売却を計画していた。
- レーダーのAPG-63(V)1への換装
- F100-PW-220Eエンジンへの換装
- 電子戦機器の近代化

MSIP-2
F-15C/Dに対して1983年から段階的に行われた近代化改修。以下の改修が段階的に行われた。改修が行われたF-15はエンハンスドイーグル（英Enhanced Eagles：強化されたワシ）と呼ばれる。
- レーダーをAPG-70、更にAPG-63(V)1(アラスカ州エルメンドルフ空軍基地に所属するアメリカ空軍第3航空団配備のF-15C/Dでは、APG-63(V)2 AESA）に変更
- 兵装制御システムのAN/AWG-20 PACSへの換装
- コックピットへのMPCDの追加
- レーダー警報装置のAN/ALR-56Cへの換装
- AN/ALQ-135の改良
- MIL-STD-1553Bデジタルデータバスの搭載
- 新型ミサイル（AIM-9M、AIM-7M、AIM-120）への対応
- 多機能情報伝達システム（MIDS-LVT(3))の搭載によるリンク 16への対応

ゴールデンイーグル
現在進行中の近代化改修型で以下の変更を行う。
- レーダーのAPG-63(V)3への換装
- AIM-120D、AIM-9Xへの対応
- JHMCSへの対応
- セントラルコンピュータのVHSIC+への変更
- ミッションコンピュータのADCP IIへの換装
- 電子戦システムのEPAWSSへの変更
- コックピットのナイトビジョンへの対応
- ICCPの搭載
- NCIの搭載
- EGIの搭載
- SATCOM衛星通信機の搭載
- デジタルビデオレコーダーの搭載
- モード5 IFFへの対応
- IRSTポッドへの対応
- OFPを最新ブロックに更新

EPAWSSはまだ開発計画の段階であり、2015会計年度の第二四半期にエンジニアリングと製造開発（EMD）契約を目指す。EPAWSSは、内装式の新しいデジタルレーダー警戒受信機、アップグレードされたチャフ・フレア・ディスペンサー、新しい光ファイバー曳航デコイなどを装え、デジタル無線周波数メモリー（DRFM）技術の適応も期待されている。メーカーはBAEシステムズとノースロップグラマンが競争していたが、2015年10月1日BAEシステムズが契約を獲得した。
ADCP IIは2012年11月にマイルストンBに達する見込みで、インテグレーションする時期は、2017会計年度の第四四半期を予定している。
IRSTについては、2012年より予算が停止されていたが、2015会計年度より再開されている。搭載するポッドとしてはロッキードのレギオンポッドのほか、ノースロップグラマンのオープンポッドが候補となる。
また、パイロットから情報量が増えてもインターフェースの改善が伴わないと性能を発揮しきれないとの指摘があることからレーダーとTEWSのディスプレイを近代的なディスプレイに変更することも検討されている。
そのほかの改修
- タロンヘイトポッド搭載改修

米軍が運用する4世代戦闘機と5世代戦闘機間との情報共有を改善する、タロンヘイトポッドの搭載を行う。タロンヘイトはF-22がリンク16を使ってF-22以外の戦闘機にデータ送信ができないという問題を解消するために開発されている重量1,800lb、全長17ftのゲートウェイポッドでIRST、MIDS-JTRS、衛星および地上とのデータリンク機材を内蔵する。タロンヘイトでは搭載するMIDS-JTRSがソフトウェア無線である点を生かしてF-22との編隊内データ・リンク（IFDL：In Flight Data Link）接続を実現する。同ポッドは2014年9月16日に最終設計審査を完了、2015年より配備予定である。
- スナイパーポッド搭載改修

空軍州兵のF-15ではAN/AAQ-33 スナイパーXRの運用能力を付加している。ポッドはセンターラインに取り付けられ、主に麻薬密売人が低空を飛ばす飛行機などの追跡を主な用途としているが有事には電子戦環境下でのパッシブセンサとして使うことも想定している。

## アメリカでの運用

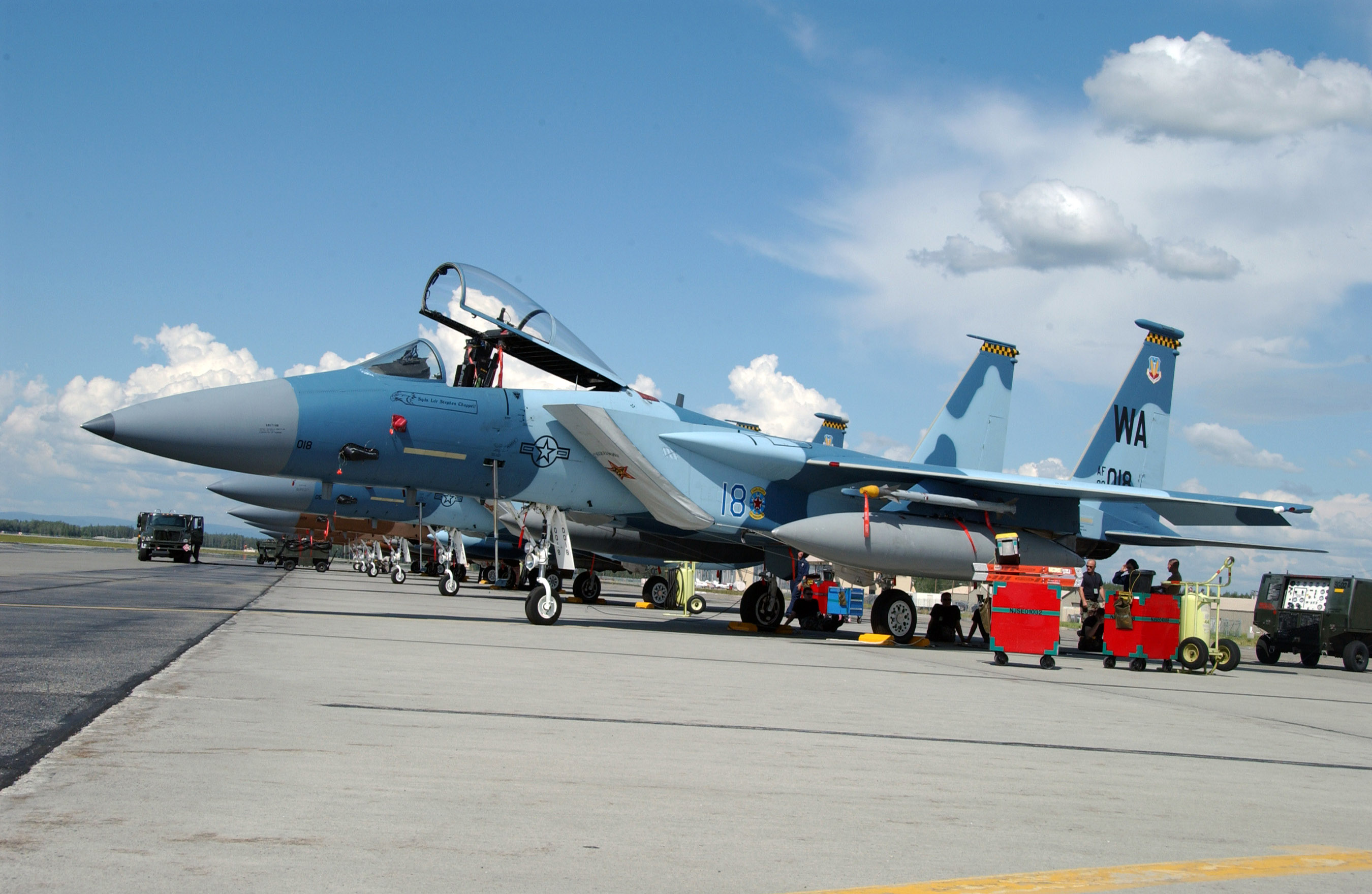
第65アグレッサー飛行隊所属機（2007年）
Su-27のものを模した塗装が施されている

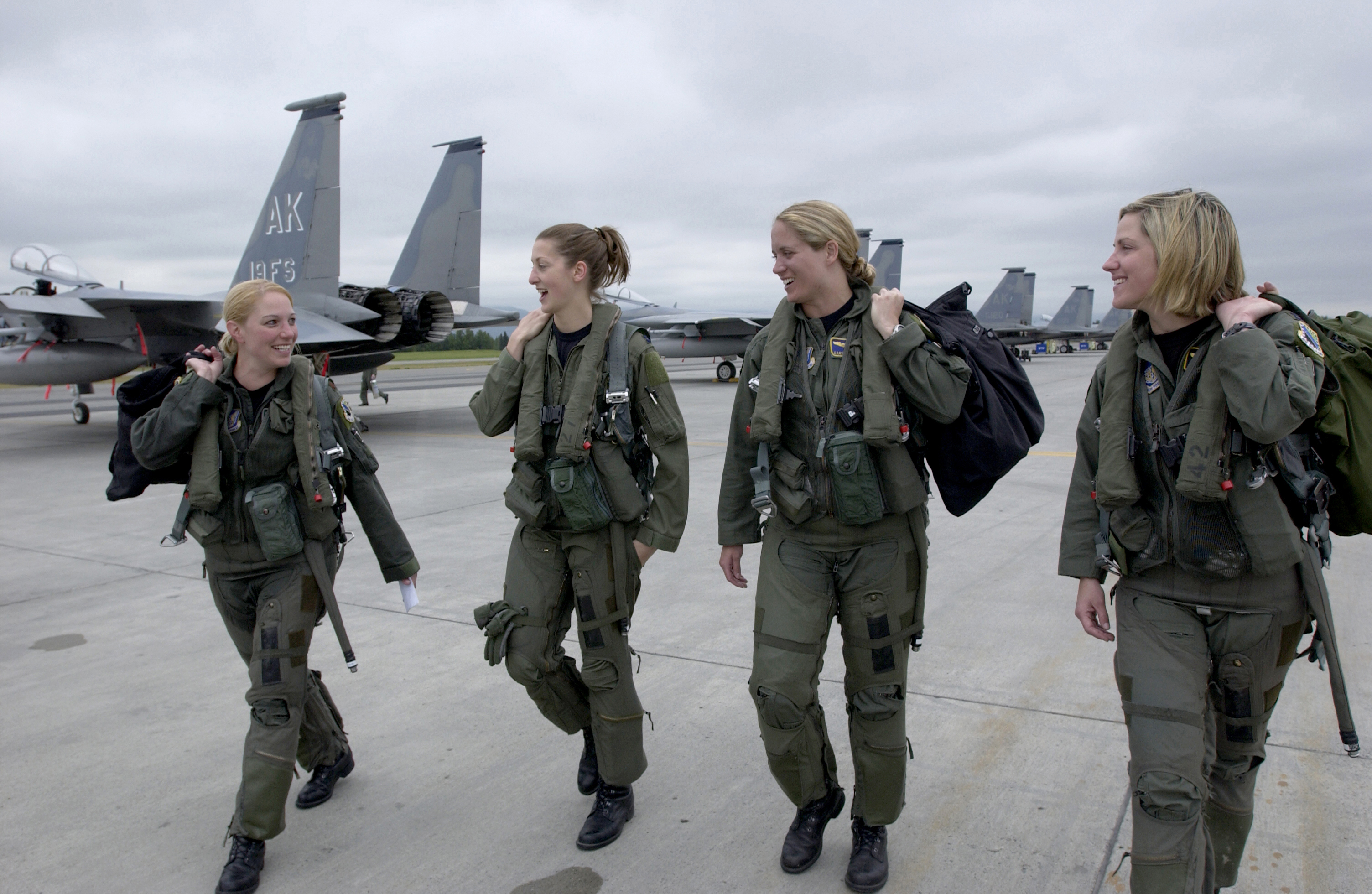
エルメンドルフ空軍基地第3航空団所属のF-15パイロット（2006年）

1976年にバージニア州ラングレー空軍基地の第1戦術戦闘航空団がF-15Aを受領し、初の実戦部隊となる。以降、旧式化したF-4戦闘機と置き換える形でアメリカ国内の部隊や在日アメリカ空軍、在欧アメリカ空軍の部隊へ配備が行われた。
当初はF-15が制空戦闘機の役割を担う予定だったが、高価なためアメリカ軍でも十分な数を調達し切れず、安価なF-16を開発し大量配備する「Hi Lo Mix（ハイローミックス）」運用となっている。この体制は、後継機種であるF-22とF-35にも引き継がれる。
当時、要撃機として運用されていたF-106戦闘機の老朽化が進み、その後継としてアメリカ海軍のF-14と採用を争った。しかし、従来のアメリカ空軍がソ連のアメリカ本土攻撃能力を過剰に警戒していた事の反動から、要撃機の配備は優先課題とはみなされず、結果としてどちらにも決定されないまま立ち消えとなった。結局はF-106が戦術航空軍団から退役するに伴い、なし崩し的に既に配備されていたF-15が要撃任務を引き継ぐ恰好になった。また1980年代には空軍州兵へのF-15の配備も行われ、F-16とともに要撃任務を引き継いだ。
最終的なアメリカ空軍のF-15A/B/C/D購入数は911機であった。現在は派生型F-15Eや、後継機F-22の調達により数を減らしている。2009年10月には、最後のF-15A/Bがオレゴン空軍州兵から退役した。米軍のウェブサイトによれば、2012年5月時点の全軍（空軍州兵を含めた）のF-15C/D保有数は249機となっている。
NASAではB型とD型を購入し試験機として利用している。

### 部隊配備
アメリカ空軍はまず、1974年11月14日にアリゾナ州にあるルーク空軍基地の第58戦術戦闘訓練航空団に複座型の量産一号機を配備し、以降も優先的にこの部隊へ配備を進めた。この部隊では後に編成される部隊の中核要員として、ベトナム戦争の従軍経験のあるF-4やF-104の飛行経験が豊富な操縦士を主体に機種転換訓練を実施した。
1976年1月9日にバージニア州ラングレー空軍基地の第1戦術戦闘航空団が、F-15Aと機種転換訓練を終えた操縦士の編入により最初の実戦部隊となった。以降はアメリカ国内のF-4部隊の更新が続き、1979年までにニューメキシコ州ホロマン空軍基地の第49戦術戦闘航空団、フロリダ州エグリン基地の第33戦術戦闘航空団がF-15A/Bの受領を開始した。
また、1980年からは生産がF-15C/Dに切り替わり、F-4およびA/B型を並行して更新することとなった。C/D型は1988年までに、ホロマン空軍基地の第49戦術戦闘航空団を除くF-15を運用するすべての実戦部隊に配備された。余剰となったF-15A/Bは第58戦術戦闘訓練航空団の後身である第405戦術訓練航空団や、新たに編成されたフロリダ州ティンダル空軍基地の第325戦術訓練航空団へ配備された。また、アメリカ空軍の予備部隊とも言える米空軍州兵（Air National Guard）や、2005年には第65アグレッサー飛行隊へ余剰となったF-15の配備も行われている。
アメリカ本土以外での最初の配備は、1977年1月5日から西ドイツ西部のビットブルク空軍基地駐留の第36戦術戦闘航空団へ行われ、F-15A/Bの約80機、3個飛行隊が編成され、ワルシャワ条約機構軍攻撃機の迎撃の任務に就いた。1980年からは順次F-15C/Dへと更新されている。次は1978年9月に、オランダのソエステルベル空軍基地第32戦術戦闘飛行隊に配備された。アムステルダムに近いこの基地が選ばれたのは、ワルシャワ機構軍が西ドイツに侵攻する場合、ソ連軍の長距離爆撃機が北海やバルト海から侵入すると予想されていたためである。
1985年には、アイスランドの第57戦闘迎撃飛行隊に配備されたF-4と入れ替えが行われた。この部隊もソビエト軍長距離爆撃機の迎撃任務を主としていた。なお、同飛行隊はF-15C/Dを運用する飛行隊の中で唯一、コンフォーマル・フューエル・タンクを常に装着して運用を行っていた。
極東では1979年に日本の嘉手納空軍基地に所属する第18戦術戦闘航空団の老朽化したF-4の交替機としてF-15C/Dを順次配備し、1980年8月に3個飛行隊すべての更新を完了した。
冷戦の終結以降は旧東側、現在では北大西洋条約機構（NATO）の一員となっているルーマニアのコスタンツァ基地など、多くのNATO軍基地にF-15が展開している。また、2010年のハワイ空軍州兵（第154航空団第199戦闘飛行隊）でのF-15運用終了後、F-22の戦力化までモンタナ空軍州兵のF-15がハワイに派遣される。

### 退役と後継機
後継機のF-22などの配備およびF-35への配備準備に伴い更新が進められている。
フロリダ州ティンダル空軍基地の転換訓練飛行隊へのF-22配備が2002年から行われた。次に2005年にラングレー空軍基地の第1戦闘航空団に編成されているF-15の3個飛行隊のうち、2個飛行隊がF-22に更新された。その後アラスカ州エルメンドルフ空軍基地とニューメキシコ州ホロマン空軍基地、ハワイ州ヒッカム空軍基地への更新・配備が行われている。2009年にはフロリダ州エグリン空軍基地に編成されていた2個飛行隊が所属のF-15を全て手放し、アメリカ空軍初のF-35訓練部隊となるべく準備を始めた。米2010年度には多くのF-15C/D飛行隊が運用を終了し、現役の実戦部隊では在日米軍に残るのみとなった。乗員の教育も今後は空軍州兵部隊にて行われることになる。
残るF-15C/Dに関しては2040Cなどへの近代化が計画されていたが、既に総飛行時間が長く経過しており、F-15E、F-16、およびA-10などのように2030年まで維持できるだけの機体寿命が残ってないこと、コストの増加などで新造したほうが安上がりだったことにより改修は廃案となり、F-15Eベースの新造機F-15EXに置き換えることが決定された。

### 配備基地

#### 運用中
在日アメリカ空軍
- 嘉手納基地（日本） - 第18航空団（en）第44戦闘飛行隊（en） - 第67戦闘飛行隊（en）

米空軍州兵
- フロリダ空軍州兵（ジャクソンビル国際空港） - 第125戦闘航空団第159戦闘飛行隊
- マサチューセッツ空軍州兵（バーンズ空港） - 第104戦闘航空団第131戦闘飛行隊
- カリフォルニア空軍州兵（フレズノ州兵航空隊基地） - 第144戦闘航空団第194戦闘飛行隊
- オレゴン空軍州兵（ポートランド国際空港） - 第142戦闘航空団第123戦闘飛行隊 - 第173戦闘航空団第114戦闘飛行隊
- ルイジアナ空軍州兵（ニューオルリンズ海軍基地） - 第159戦闘航空団第122戦闘飛行隊

#### 過去に運用した部隊
アメリカ国内
- ラングレー空軍基地（バージニア州） - 航空戦闘軍団第1戦術戦闘航空団第71戦闘飛行隊
- エグリン空軍基地（フロリダ州） - 第33戦術戦闘航空団第58戦闘飛行隊 - 第60戦闘飛行隊
- ネリス空軍基地（ネバダ州） - 第57戦術戦闘航空団第65アグレッサー飛行隊
- マウンテンホーム空軍基地（アイダホ州） - 第366混成航空団第390戦闘飛行隊
- ティンダル空軍基地（フロリダ州） - 航空戦闘軍団第1空軍第325戦術訓練航空団第2戦闘飛行隊 - 第95戦闘飛行隊

太平洋空軍
- エルメンドルフ空軍基地（アラスカ州） - 第11空軍第3航空団第19戦闘飛行隊

在欧アメリカ空軍
- レイクンヒース基地（イングランド） - 第48戦術戦闘航空団第493戦闘飛行隊

アメリカ空軍州兵
- ハワイ空軍州兵（ヒッカム空軍基地） - 第154航空団第199戦闘飛行隊
- モンタナ空軍州兵（グレートフォールズ国際空港） - 第120戦闘航空団第186戦闘飛行隊

### F-15 ASAT

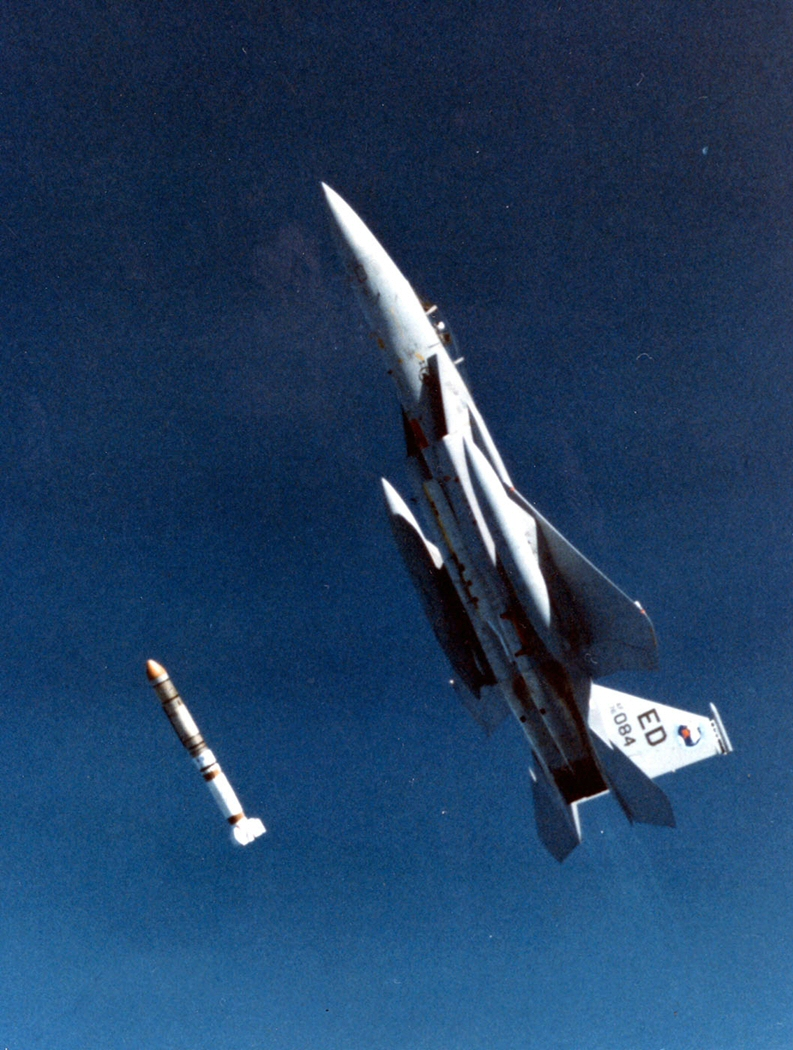
ASAT発射実験

1983年、当時のロナルド・レーガン大統領の推し進めた一連の「SDI計画」（スター・ウォーズ計画）の中に、F-15を衛星攻撃ミサイルの発射母機とする計画が存在した。
古くは1962年にF-4を発射母機とする「カレブ」という四段式固体燃料ロケットの開発、及び二段式ロケットの発射実験を行ったのが始まりである。この実験では、SDI計画の発表以前の1979年からボート社に発注されていた二段式の試作型攻撃破壊ミサイル「ASAT（エイサット）」を使用した。弾頭部はその形状から「フライング・トマト・キャン」と呼ばれた。空中発射実験は1984年1月12日に、実際に軌道上目標に対する発射実験は1985年9月13日に行われた。
これらは計画の大幅見直しで実験が中断され、「ASAT」とパッケージ化されアメリカ西部海岸防空の為に編成された第318迎撃戦闘飛行隊も解散した。また、計画の一部はMD計画に引き継がれている。

### 実戦投入

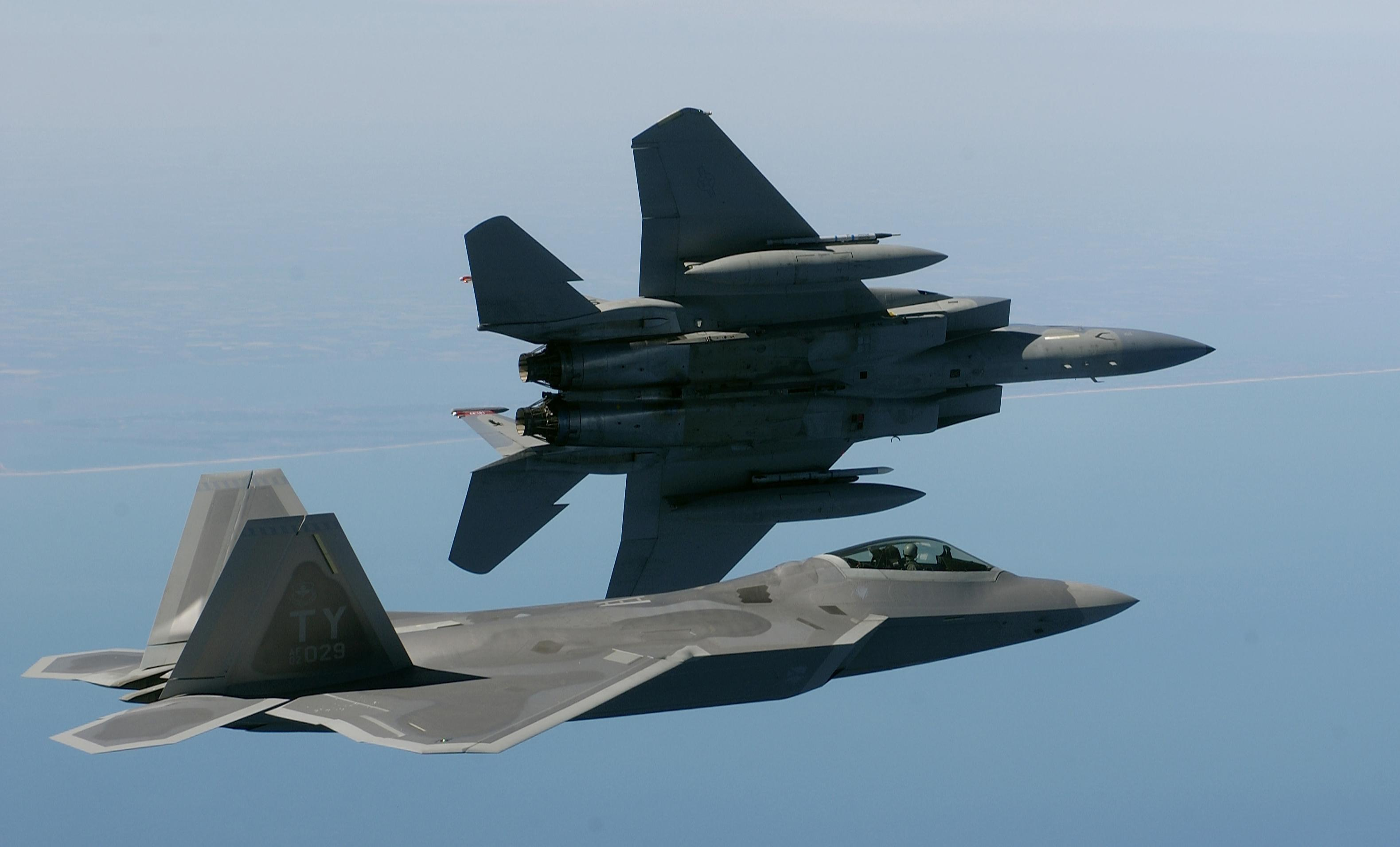
F-15（奥）とF-22（手前）

アメリカ軍所属のF-15の初実戦は1990年の湾岸戦争であり、初飛行から18年後となる
湾岸戦争
1990年8月2日、イラク軍は隣国クウェートに侵攻し、約4時間でクウェート市を占領、8月6日にはサウジアラビア国境付近まで展開した。これに対してサウジアラビアはアメリカ合衆国を含む友好国に派兵を要求、ジョージ・H・W・ブッシュ大統領（当時）は即座に派遣を決定した。要請の翌日8月7日から、バージニア州ラングレー基地の第1戦術戦闘航空団第71戦術戦闘飛行隊の24機のF-15Cは10回以上の空中給油を繰り返し大西洋から地中海まで13,000kmを15時間無着陸で横断し、アメリカ軍で最初に派遣された部隊ともなった。
この派遣を皮切りに、当時最新鋭だったF-15Eを含むアメリカ空・海軍の飛行隊が、順次サウジアラビア入りした。11月29日、国際連合にて「国際連合安全保障理事会決議678」が採択され、イラク軍のクウェートからの撤退期限を1991年1月15日としたが、それまでの間のサウジアラビアへの部隊配備や物資輸送作戦を「砂漠の盾」作戦と呼称し、F-15は24時間のフル稼働で戦闘空中哨戒を行った。

イラクは1月15日の撤退期限を無視。このため多国籍軍は、1月17日「砂漠の嵐」作戦（Operation Desert Storm）を発動させる。同日早朝、サウジアラビア/タブク基地に展開していた臨時第33戦術戦闘航空団第58戦術戦闘飛行隊から、バグダッド西方のCAP任務の為に4機のF-15Cが出撃した。編隊3番機のジョン K.ケルク大尉は、4番機と共に高度30,000ftで高高度レース・トラック・パターン警戒中に、同編隊に向けて74kmの距離から直進上昇してくる所属不明の機影を捉え、22kmまで接近するとE-3早期警戒管制機からの目標識別連絡を待たずにAIM-7Fを発射、現地時間午前3時10分アメリカ空軍のF-15による最初の撃墜を記録することとなった。この撃墜は湾岸戦争での最初の撃墜記録ともなっている。同日、この撃墜を含め3機のMiG-29と3機のミラージュF1の撃墜が確認されている。
以降の作戦期間中、アメリカ空軍所属のF-15（E型を除く）は38機のイラク軍機を撃墜し、自軍機の被害はゼロだった。撃墜した38機のうちの約六割がAIM-7による撃墜である。
この一方的な戦果には、湾岸戦争の交戦規定ではベトナム戦争では禁じられていた目視外距離戦闘が許可された影響が大きい。IFFの照合のみで敵味方を判断してAIM-7を使用することで一方的に撃墜でき、さらにE-3などの早期警戒管制機とのデータリンクによって成果を上げている。皮肉にも、ベトナム戦争で果たされなかったミサイルキャリアーの概念を、ベトナム戦争の戦訓から格闘戦闘機として生まれたF-15が実現したといえる。
コソボ紛争
コソボ紛争にもF-15は投入された。しかし、空中戦はほとんど発生しなかったため、AIM-120によってMiG-29を4機撃墜したに留まっている。
イラク戦争
第1戦闘航空団第71飛行隊所属のF-15が、2003年のイラク戦争でイラク軍のミラージュF1を撃墜している。

### 21世紀を迎えて
冷戦構造下の1980年代において、F-15の後継機の開発を目的とした「先進戦術戦闘機計画」により、アメリカ空軍は既にステルス戦闘機F-22の開発に着手していた。しかし、ソビエト連邦の崩壊による冷戦の終結で、1996年末より運用を開始するはずだったF-22の開発・配備計画は先送りとなり、アメリカ空軍に配備されていたF-15は、なおも主力戦闘機であり続けることになった。このため、前述の近代化・延命改修が施され、AIM-120やAIM-9Xなどの新型ミサイル、JHMCSなどの新型機器の運用能力が追加された。なお、米軍が推進したのは現用機材の改修による近代化だったが、2000年にボーイングから公表された資料によると、既存機のF-15C+改修よりもF-15C+新造機導入の方がコストが安いとされている。
第4世代ジェット戦闘機の中でも初期に出現し、ハイスペックだが1970年代当時としても堅実・保守的であった機体ながら諸外国の戦闘機と十分に渡り合える性能を維持し続け、2025年を目処に現用の442機のF-15C/Dを全機退役させる予定だった。ところが、2007年11月2日に発生したF-15Cの空中崩壊事故を受けて保有する全機を検査した結果、ロンジェロンと呼ばれる機体の構成部品の厚さが規格よりも薄く強度不足である事が判明し、空軍の保有するA-D型機の約40%がそれに該当するとされた。しかし、2008年アメリカ合衆国大統領選挙で、バラク・オバマが大統領に当選したことにより、政策転換でF-22の生産ラインの閉鎖が決定、安全が確認された機体から機体寿命を8,000時間から10,000時間に引き上げるなどの延命措置が行われている。また、18,000時間への延長も検討されていた。
しかし老朽化やコスト削減などから空軍は2017年ごろにF-15のEPAWSSの搭載を含む近代化を停止した。当初は後継としてF-16を検討したが、最終的にはF-15EをベースとしたF-15EXを調達する事となった。

## 世界のF-15

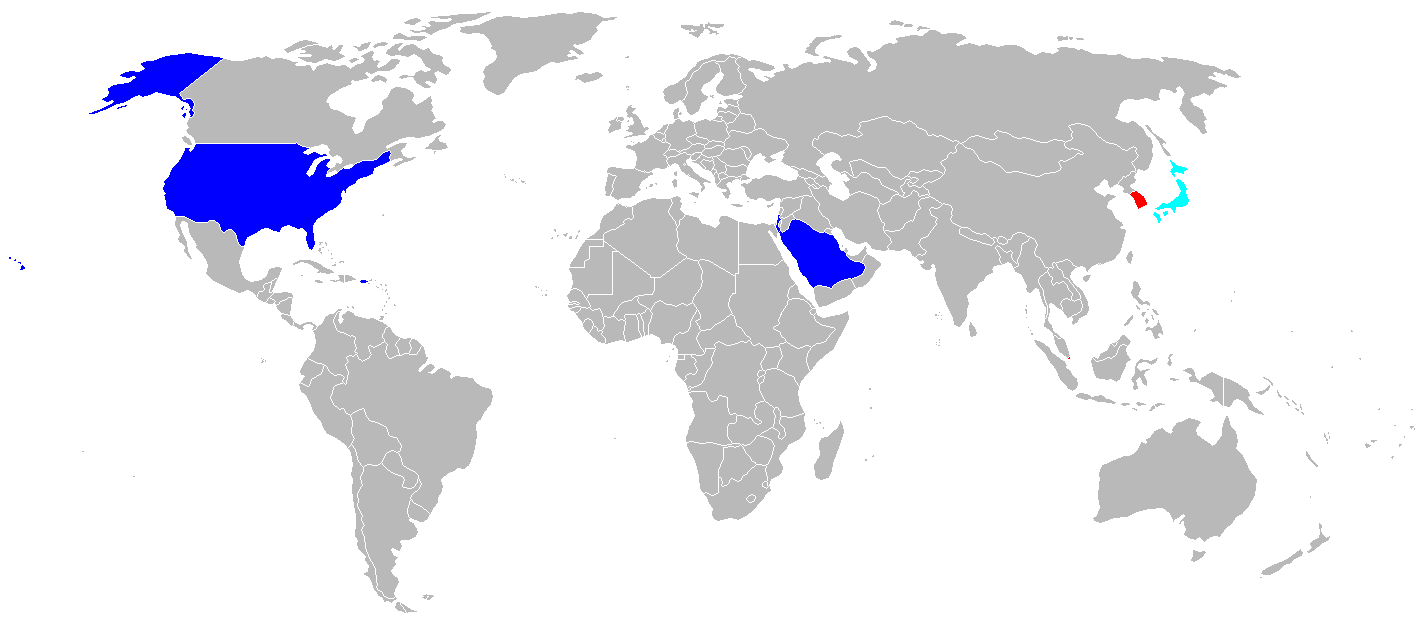
F-15採用国
水色はF-15のみ、赤はE型のみの採用

アメリカ政府はF-15の輸出による機体単価の低減と外貨獲得を目論み、国防上のリスクの低い友好国への積極的なセールスを実施した。しかし同時期にF-16やF/A-18などコストパフォーマンスに優れた機体が登場したため、採用国は少ない。ただし採用国では主力戦闘機として大量に導入したため、最終的には1100機以上が生産された。
最初の提案先は、パフラヴィー朝時代のイランだった。アメリカと比較的良好な関係にあった当時のイランは（イランの歴史も参照）、ソ連軍の偵察機による度々の領空侵犯への対策として新型戦闘機の導入を計画した。マクドネル・ダグラス社は過去にイランに対してF-4の輸出実績があったため、同じく候補に挙げられていたF-14と競争して売り込みを行った。しかし、イランはF-15の対空兵器に加えてAIM-54 フェニックスを運用できるF-14を1973年に選定した。
一方で、同時期に提案していたイスラエルとサウジアラビアではF-15を採用している。
1970年代末には他の先進国に対する売り込みを図ったが、比較検討を実施したオーストラリアやカナダでは価格を理由にF/A-18を採用するなど実績に乏しかった。唯一、日本の航空自衛隊は1976年12月に次期主力戦闘機として採用し、ライセンス生産を行った。
これら採用各国空軍においては、現在でも第一線に配備されており、今後も長く運用される見通しである。また、各国において近代化改修の計画・実施が行われている。

### イスラエル

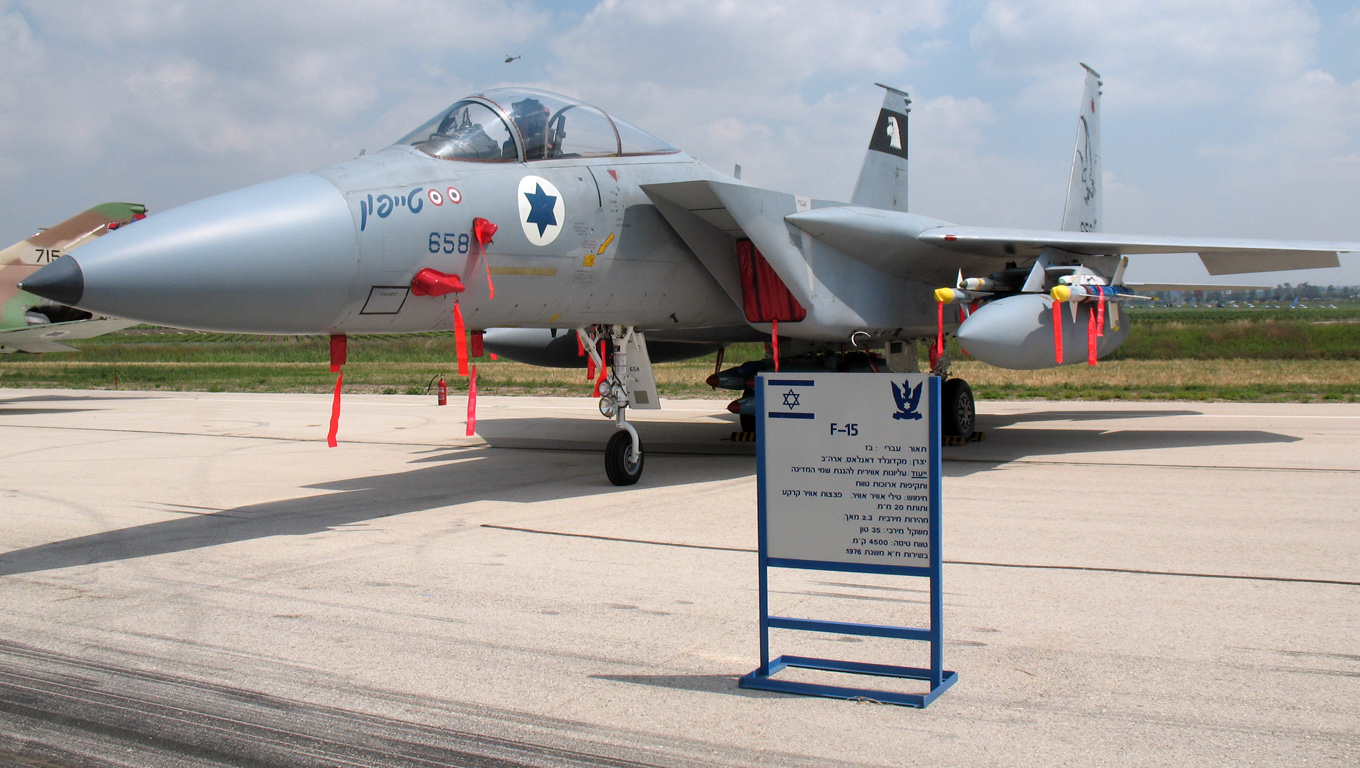
翼下にパイソン3を装備したF-15A

概要
イスラエル空軍は第四次中東戦争におけるF-4 ファントムIIの多大な消耗を受けて、早急な戦力回復を図りF-15を導入した。1975年に最初の導入計画を立案し、原型機を含むF-15A/Bを25機発注する。以降段階的に発注を行い、総計でA/B型を44機とC/D型27機の71機を保有する。
ピースフォックス
古くはフランスから軍用機を調達していたイスラエルが、第三次中東戦争後の、フランスによるイスラエルに対する武器輸出の禁止を受け、アメリカから軍用機の供給を図ることとなった。その結果1969年よりF-4EやA-4 スカイホークを調達している。しかし、ヨム・キプール戦争（第四次中東戦争）における当時の主力戦闘機F-4Eの多大な損耗（27機喪失）により、早急に戦力回復が必要となり1974年から次期主力戦闘機の選定を開始。翌年、ほぼ無競争でF-15の導入を決定した。イスラエル空軍は1975年5月に25機のF-15A/Bを発注する。アメリカ側ではこの計画を「ピースフォックスI」と呼んだ。国情からイスラエルは配備を急いだため、アメリカ空軍は保有の原型機16、17、18、20号機を量産型に改修して1976年5月に引き渡している。
以後、残り21機を1976年末に引き渡され（ピースフォックスII）、イスラエルはF-15A/Bを運用する「第133飛行隊」を編成した。その後、F-15C/Dを1978年（ピースフォックスIII）と1989年（ピースフォックスIV）までに導入し、F-15C/Dを運用する「第106飛行隊」を編成し、合計でF-15A/Bバズ（38機/6機）、F-15C/Dアケフ（16機/11機）の71機を導入した。なお、1994年からF-15Eのイスラエル仕様「F-15I」の導入を開始している（ピースフォックスV、詳細はF-15E (航空機)を参照）。オバマ政権下においてアメリカ州軍所属のF-15D（キングスレー・オレゴン州空軍基地第173戦闘飛行隊所属機）九機の退役機が部品取り予備パーツとして寄贈された。その後イスラエル軍はF-16A/Bを退役させる代わりにF-15Dの再生を選択して空軍の戦力として就役することになった。
機体
F-15A/BについてはF-15C/D相当に改修され、コンフォーマル・フューエルタンクの運用能力を持つ。射出座席は信頼性の高いダグラス製のIG-7に換装された。
国産対空ミサイルパイソン3の運用能力を追加した。アメリカからの輸出時点では核兵器搭載能力を削除している。TEWSの輸出を認められなかったために、エルビットの子会社エリスラが開発した電子戦システムを装備している。
近代化改修 バス2000 （バズメショパー）
1995年に開始されたF-15近代化改修プログラム。名称はバズであるがアケフにも適応されている。具体的には、MIL-STD-1553B及びMIL-STD-1760データバスの装備、APG-63(v)1レーダーへの換装、セントラルコンピュータの換装（F-15Iと同じもの）、射出座席をIG-7からACESIIに変更、HOTAS概念の導入、INS/GPS航法装置の装備、新型電子戦システムの搭載、通信システム装置の改良、アビオニクス冷却システムの改善、EL/L-8202ジャミングポッドへの対応、AIM-120及びイスラエル国産ミサイルダービー、パイソン4、5、DASHヘルメットマウントディスプレイの装備を行っている。また、GBU-15、ポップアイ誘導爆弾及びスパイス空対地ミサイルの運用能力が付加され、空対地攻撃能力が拡大されている。また、B/Dでは、後部座席に2つのカラー液晶MFDが装備された。
後に、具体的時期は不明ながらEL/L-8222ジャミングポッドへの対応、衛星通信用SATCOMアンテナの追加、UAVの管制能力が付加されている。2011年にはJDAMへの対応、レーダーの改良、胴体の強化も含む改良も実施されている。
実戦投入
初の実戦参加と戦果
1979年6月27日、レバノン南部のPLOキャンプ攻撃の任を帯びたF-4とA-4をクフィルと共に護衛中、8機のシリア空軍所属MiG-21機と交戦し、一方的にサイドワインダーにて4機を撃墜した（イスラエル側の主張。クフィルの撃墜分を合わせて計5機を撃墜し、2機を損傷）。
この戦闘で最初にミグを撃墜したパイロットは、マクドネル・ダグラスのF-15開発チームに対して世界で最初に戦果を挙げると約束し、それを成し遂げた。
ガリラヤの平和作戦
1982年のレバノン侵攻作戦で計40機のシリア空軍機を撃墜した（イスラエル側の主張）。また、地対空ミサイル陣地への対地攻撃も実施した。オブザーバーを送っていたソ連は、この戦闘の間にシリアのMiG-23MLが3機のF-15を撃墜しているとしたが、西側諸国は認めていない。シリア側ではこの他にMiG-21もF-15の撃墜を記録しているが、これはMiG-21の放ったR-3ミサイルがF-15に突き刺さって大破した状態で帰還したという例がある。このようにF-15は当初計画通りの高い生存性を発揮している。
木の脚作戦

1985年にキプロスで発生したパレスチナ解放機構(PLO)によるイスラエル人に対するテロへの報復目的で、同年10月1日にチュニジアのチュニスにあったPLO本部を爆撃する"木の脚作戦"（Operation Wooden Leg）が行われ、防空戦闘機であるF-15戦闘機を使用した爆撃作戦が実行された。
空中衝突事故

1983年5月1日、イスラエル南部のネゲヴ砂漠上空で異種航空機戦闘訓練を行っていた第106飛行隊所属のF-15Dと同軍第116飛行隊所属のA-4Nが空中衝突し、A-4Nは墜落（パイロットは脱出）、F-15Dは右主翼が失われた状態で約15km離れたラモン空軍基地に帰投した。この事故も、F-15の生存性の高さを示す事件として知られている。
墜落
1988年8月15日、訓練飛行中に2機のF-15が失われた。この事故で中佐、少佐の2名の飛行経験豊富な操縦士が死亡した。
事故
2019年1月2日、イスラエル空軍のF-15戦闘機が高度3万フィート付近を飛行中、操縦席を覆うキャノピー（天蓋）が吹き飛ばされるトラブルが発生。操縦士らは極寒と暴風の中で機体を無事着陸させた。操縦席の音声記録には、風とエンジンのごう音の中、乗員2人が互いに大声で叫びあう様子が録音されていた。イスラエル軍の発表によると、この時の外気温は氷点下45度。航空士が「機長Y」と称される操縦士に対し「大丈夫か」と尋ねると、操縦士は「大丈夫だ」と返答。操縦士は落ち着いた声で「今キャノピーがない状態にあり、直近の基地への着陸を開始する」と無線で伝えた上で、航空管制官にイスラエル南部のネバティム（Nevatim）空軍基地に向かうと連絡した。同機はそれ以上の問題は起こさずに着陸。空軍参謀長は調査の終了まで、F-15機の訓練の即時停止を命じた。

### 日本

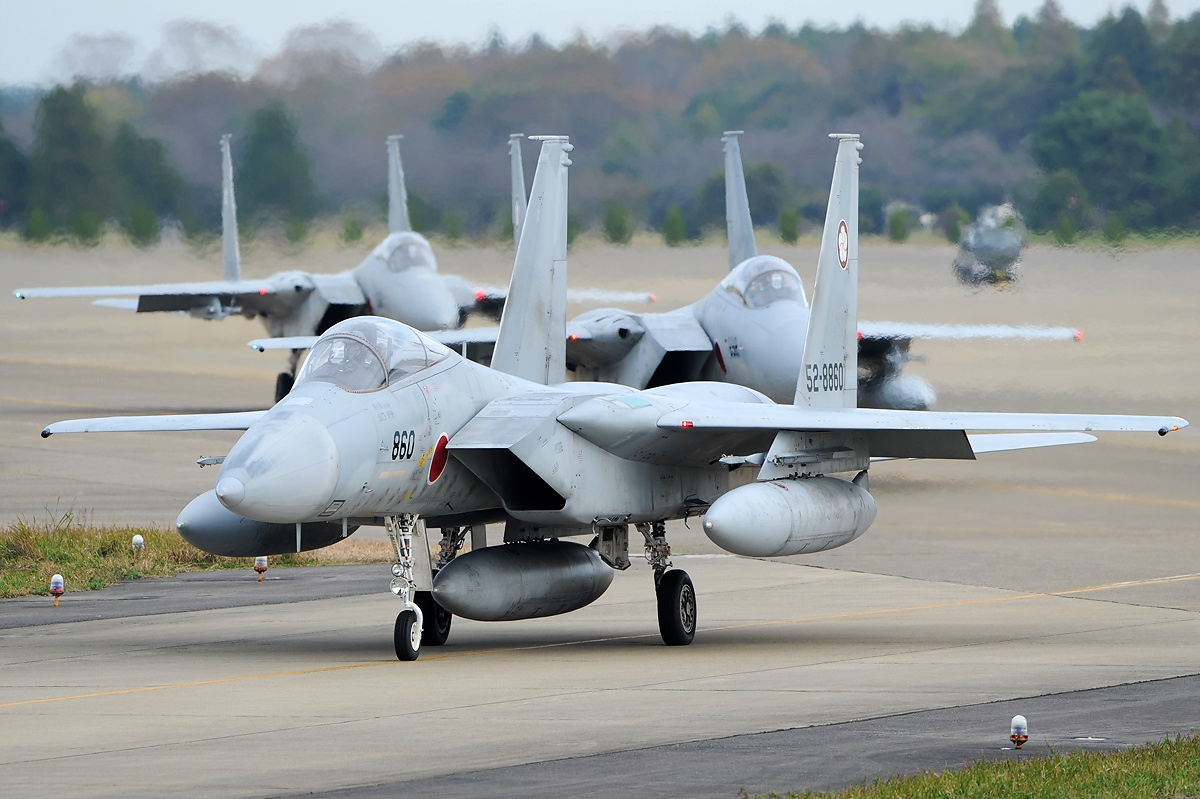
単座型のF-15J

三菱重工業が航空自衛隊向けF-15C/DであるF-15J/DJのノックダウン生産・ライセンス生産を行った。日本仕様であるF-15Jは165機、DJは48機が製造され、航空自衛隊では現在201機を保有・運用している。

1995年11月22日、 F-15全生産機中唯一の 航空機による被撃墜。

2022年1月31日、飛行教導群所属のF-15DJが日本海上に墜落。その後の調査により、搭乗員が空間識失調に陥ったことによる事故であると断定された。

### サウジアラビア

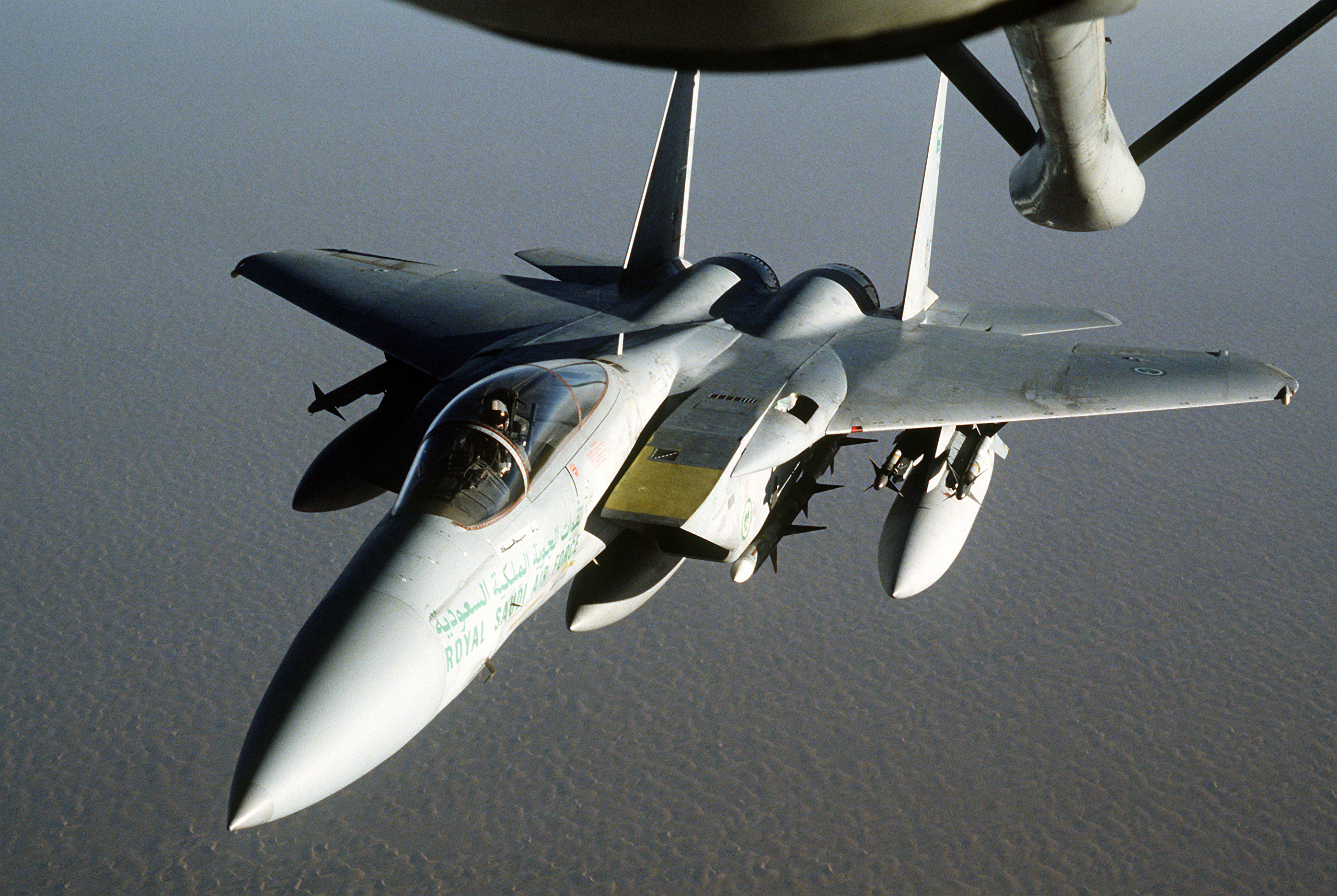
空中給油に臨むサウジアラビア空軍所属のF-15

概要
サウジアラビア空軍は長くイギリス製戦闘機、及びイギリス型の部隊編成を行っていた。当時は35機のBAC 167 ストライクマスターや42機のBACライトニングを保有していたが、1977年にライトニングの後継機選定を発表した。最終的にはF-14とF-15の一騎討ちとなり、迎撃戦闘機であるライトニングの後継機に、艦載機であるF-14よりは制空戦闘機であるF-15が適切であるとしてF-15の導入を決定した。導入はアメリカ側で「ピースサンI（Peace Sun I）」と呼ぶ有償軍事援助計画で行われた。
発注した機体はC型が47機にD型が15機の計62機だったが、エジプト・イスラエル平和条約の合意（キャンプ・デービッド合意）を背景としたイスラエル周辺諸国の軍事的圧力の低下を目指し、サウジアラビアも保有する戦闘機の総数に60機の制限を受け、C型46機、D型16機に変更された。発注分から余った2機はマクドネル・ダグラス社が保管し、事故などでの消耗分の補充にあてることとなった。引き渡しは1981年から行われ、アラビア半島の西岸に展開する第6飛行隊や東岸のペルシャ湾に面するダーランのキング・アダブル・アジズ基地の第13飛行隊、南部のカミス・ムシャイト空軍基地の飛行隊の計3個の飛行隊に配備され、同年9月より運用を開始している。その後湾岸危機に伴い機数制限が撤回されると、急遽在欧アメリカ空軍の在庫から24機の引き渡しを受け、1991年にはF-15の生産ラインの閉鎖を目前に、定数を維持するため新造機12機が引き渡された。
1995年からは湾岸戦争中に自国内の空軍基地をアメリカ軍に提供した見返りとしてF-15Eの購入を要請した結果、サウジアラビア向けのF-15Sを調達している。
機体
輸出に際してイスラエル同様にある程度の能力の縮小を受けた。またサウジアラビア側が希望したコンフォーマル・フューエル・タンクの調達数には制限が設けられ、かつ保有数も上記のように当初は60機との制約を受けた。しかし最終的にはC型67機、D型31機の合計98機保有に至っている。
配備基地
- キング・アダブル・アジス空軍基地 - 第13飛行隊
- プリンス・ファハド空軍基地 - 第6飛行隊
- カミス・ムシャイト空軍基地

実戦参加
- イラン・イラク戦争中の1984年6月5日、サウジアラビア領空に接近したイラン空軍のF-4をアメリカ空軍の早期警戒管制機がレーダーに捉えた。ペルシャ湾を航行するイラク行きタンカーへの攻撃を意図するものと判断したサウジアラビア空軍は、2機のF-15を差し向ける。2機のF-15はF-4が進路変更の意思がないとしてスパローにより2機を撃墜し、これがサウジアラビア所属F-15の初戦果となった。その1時間後には10を超すイラク軍機の接近をレーダーが捉えたため、サウジアラビア空軍は同数のF-15を緊急出撃させた。最終的に30以上の目標をレーダーが捉えたが、イラク軍機が突如反転したため戦闘は回避された。結果的にアメリカにおける主力戦闘機F-15が、その前の主力戦闘機のF-4を葬り去るという興味深い戦闘だったといえる。
- 湾岸戦争では「砂漠の嵐作戦」に参加したF-15が、イラク領内でイラク空軍のミラージュF1を2機撃墜した。湾岸戦争において、アメリカ空軍以外で唯一の空対空撃墜となった。
- イエメン内戦の作戦中に1機が墜落。パイロット2名は脱出に成功、米軍に救助された。しかし、フーシは撃墜を主張している。

## 形式
|                | F-15A系     | F-15C系                  | F-15E系                                             |
| -------------- | ----------- | ------------------------ | --------------------------------------------------- |
| 戦闘機         | F-15A F-15B | F-15C F-15D F-15J F-15DJ |                                                     |
| マルチロール機 |             |                          | F-15E F-15I F-15K F-15S F-15SA F-15SG F-15QA F-15EX |

### 基本型

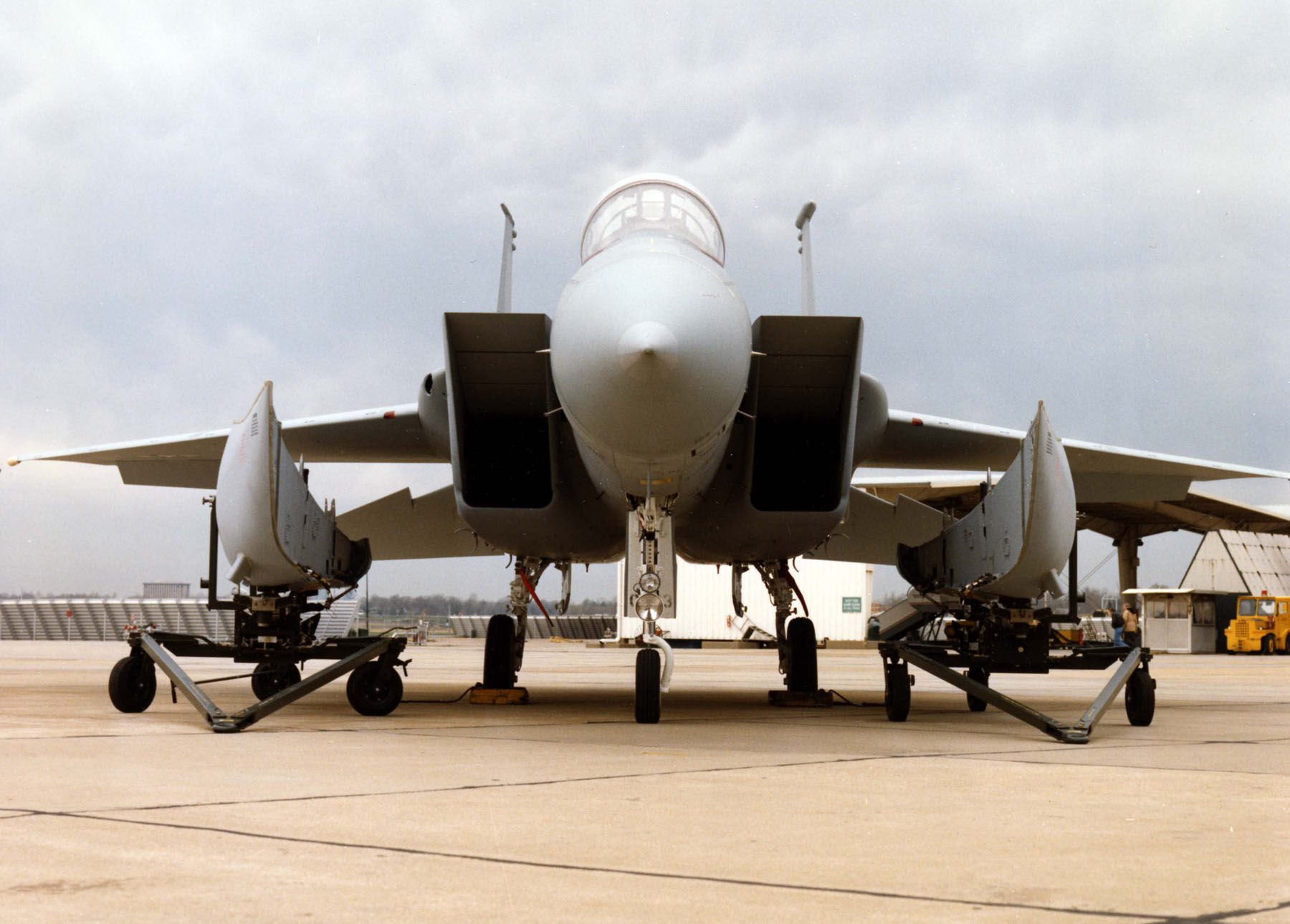
F-15CとFASTパック（コンフォーマル・フューエル・タンク）

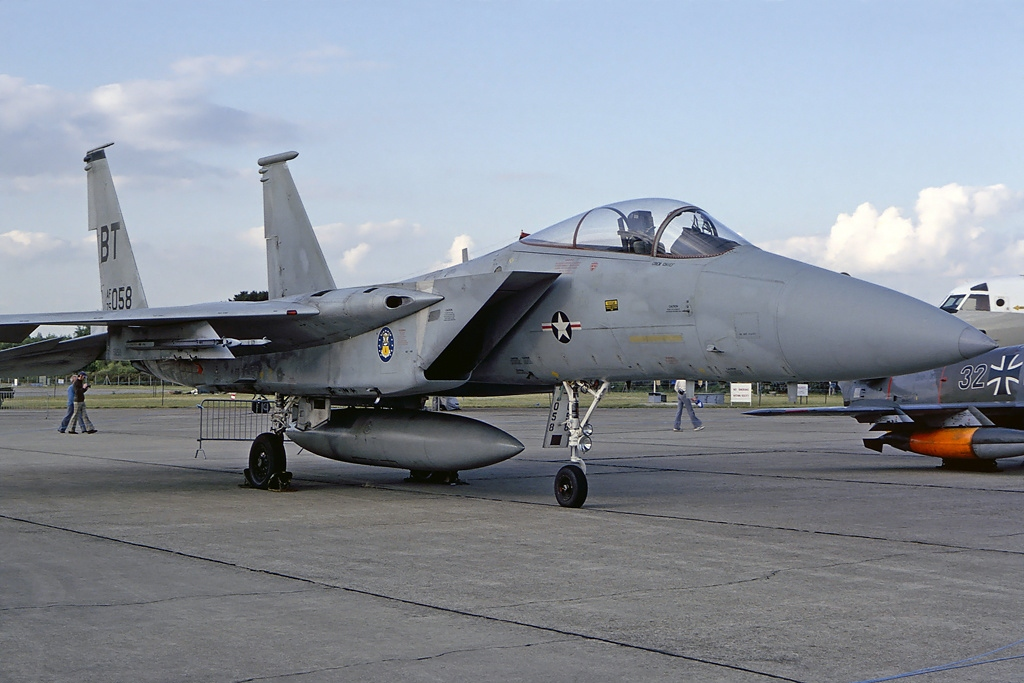
F-15A
初期量産型。1972年-1979年までに384機製造。アメリカ国内外の旧式化したF-104・F-106・F-4などを代替。C/D型導入後は戦術訓練航空団などの教育・訓練部隊に配備。
F-15B（旧称TF-15A）
F-15Aの複座量産型。1972年-1979年までに61機製造。機種転換訓練用だが実戦にも対応。内蔵電子妨害装置を省略し、内部燃料タンクを小型化して後部座席を設置。操縦システムは前席後席それぞれに連動した系統を持ち、後席からの操縦も可能。ただし、計器盤は備わっているものの、レーダーやエンジン始動関連のパネル、兵装操作パネルなどは後席に無い。
F-15C
生産第4040号機以降となるPEP2000（Production Eagle Package 2000）適用機。1979年-1985年までに483機製造。外見上はF-15Aと大差ないが、世界最強と呼ばれるF-15の制空戦闘能力がさらに強化された。もっとも多く生産されたタイプであり、アメリカ国内及び在日米軍・在欧米軍と多くの部隊で配備・運用された。
アメリカ空軍は、F-15A/Bの実用テスト期間中に燃料と兵装のバランスを最適化するという評価法を適用した結果より燃料搭載量の増強を要求した。特に機内燃料については2,000ポンド（約1,100リットル）の増加により、撃墜可能性と戦闘行動半径が約二倍になるとしている。その対策案がPEP2000で、機内燃料の増加と密着型パレット搭載のための内部配管の追加、重量増対策としてのタイヤとブレーキの強化を行うものである。

PEP2000自体での採用は見送られたが、マクドネル・ダグラス社が自主開発したFASTパックと呼ばれる密着型パレットは2基で6.43立方メートルの使用可能容積を持ち、増槽とした場合はドロップタンク2.5本となる約5,680リットルの燃料を収納する。着脱は約15分の地上作業で済むが空中投棄はできない。クリーン状態の抵抗を1とするドラッグ係数はマッハ0.9以下ではフィレット類似の整流効果により1を下回り、そこからマッハ1.1前後での1.15まで漸増した後は横這いとなる。ドロップタンクのマッハ0.8からマッハ1.0直前まで急増した後マッハ1.2までは減少し横這いとなる特性と比べると巡航性能への寄与は大きいといえる。しかし、F-15Cでは機内燃料量がドロップタンク3本分を超え、進出にドロップタンク、対戦闘機戦闘と帰還に機内燃料を使用できることとなった。このため十分な燃料の確保ができるとし、空中投棄できないコンフォーマル・フューエル・タンクの実戦での運用回数は少ないという。
アビオニクスも改良が行われセントラルコンピュータの換装されたほか、AN/APG-63レーダーにプログラム可能デジタルシグナルプロセッサ（PSP）が組み込まれ、TWS能力がサポートされた。また過荷重警報システム搭載により9Gでの機動が可能となった（それまでは7.3Gに制限）。
F-15D
F-15Cの複座量産型。1979年-1985年までに92機製造。B型同様教育・訓練用だが実戦にも対応。FAST PACK搭載能力を持つ。
F-15J
日本国内の民間企業によりノックダウンおよびライセンスで生産されたF-15Cベースの航空自衛隊専用仕様。1981年-1998年までの期間に165機製造。C型をベースとしているが、FAST PACKは非採用。
F-15DJ
F-15Jの複座型。1981年から1999年までにノックダウンおよびライセンスでの日本国内メーカーによる生産で48機製造（ただし初期の12機は輸入）。

RF-15
F-15の偵察機型。プロトタイプF-15E（複座型原型2号機：71-0291）の機体を改修したデモンストレーター。偵察用のFAST PACKを装備する。

### 派生型
F-15E
複座型をベースとした戦闘爆撃機。制式採用にあたり軽量化と構造強化のためチタンの比率を上げ機体の約60%を再設計した。愛称は「ストライクイーグル」。制空戦闘能力はやや抑えられたものの、有り余る搭載能力を生かし、対地攻撃に特化した。デモンストレーター機は複座型原型2号機を改修して製作された。1986年の初飛行後2004年までに236機製造された。また、F-15Eをベースとした輸出型や派生型も製造された。

F-15I
イスラエル向けのF-15E。
F-15K
韓国向け戦闘爆撃機型F-15。E型をベースに、韓国の要求に合わせて対地攻撃能力の拡張など大きな改修が加えられている。前部胴体や主翼など機体の一部は韓国国内で製造されている。
F-15SG
シンガポール向け戦闘爆撃機型F-15。基本的に韓国向けF-15Kと同じ。
F-15S/SA
サウジアラビア向けのF-15E。S型はE型のモンキーモデルだが、SA型は2011年導入当時のF-15Eベースの最新モデル。F-15シリーズで初めてフライ・バイ・ワイヤが搭載された。
F-15QA
カタール向けのF-15E。コックピット以外はF-15SAと同じ。
F-15EX
米空軍向け最新型。F-15QAベースだがアビオニクスなどの仕様が異なる。当初はF-15Xと呼ばれていた。

F-15SE
ボーイング社が提案していたステルス仕様のF-15E。

F-15N
1970年代初頭、当時まだ重量過多で技術的リスクが大きいとされたF-14の対抗案として、アメリカ海軍に提案された艦上戦闘機型F-15。愛称は「Sea Eagle」（オジロワシ属のワシを指す属名）。
空母運用に対応して主翼の折りたたみ機構、着艦フック、強化された降着装置など装備し、通常のF-15よりも重量が増加するものの、F-14よりも安価で高速・高機動であることが期待されていた。さらにF-15NにAN/APG-63の発展型レーダーを搭載しAIM-54 フェニックスの運用能力を付与した「F-15N-PHX」が提案された。しかし、結局海軍がF-14にこだわったなどの理由により構想のみに終わった。
F-15X
ATFの代替案として提案されたF-15の発展型。F-15Xは、機体を空力的に若干洗練し、搭載する電子機器類を最新のものにするとしたもの。開発コストは約20億ドルとされた。
F-15XX
前述のF-15Xを更に洗練して低観測性技術を取り入れ、主翼面積を56.5m2から62.2-63.2m2に増積し機動性の向上を図り電子機器は通信・航法・識別電子機器（ICNIA：Integrated Communication Navigation and Identification Avionics）と統合電子戦システム（INEWS：Integrated Electronics Warfare System）を搭載しエンジンはF119-PW-100またはF100の改良型にするとした。開発コストはATF計画の半分の約30億ドルと見積られていた。計画のみ。
F-15 2040C
ボーイング社が提案したミサイルキャリアー仕様のF-15。2040Cは米空軍がF-15を2040年代まで延長使用する場合の改修プラン。
AN/APG-82(V)1 AESAレーダーとIRST搭載、F100-PW-229およびF110-GE-129に対応したエンジンベイを持つ。密着型増槽の標準装備化や機体寿命を20,000時間へ延長する等の措置を施し、密着型増槽装備で空白になるドロップタンクのハードポイントや密着型増槽のハードポイントを利用して、ミサイル発射装置を改良することで空対空ミサイル搭載数を16発まで増加させる。ミサイルラック使用によりAAM×22発もしくはSDB×28発を同時搭載可能。

### 実験機
F-15B Aeronautics Research Test Bed
NASAがハワイ州空軍から取得した機体を改造したテストベッド。研究用のアビオニクスを搭載しており実験の支援を行う。操縦システムは原型機のままでありNASAのパイロット養成にも使用されている。
F-15D Support Aircraft
NASAがF-15Dを改造した研究支援機。チェイス機やパイロット養成に利用されている。
F-15 S/MTD, F-15ACTIVE, F-15IFCS
複座型原型1号機をベースとした実験機。

## 仕様
| 機体名       | F-15C | F-15C | F-15C |                      |
| ------------ | --- | --- | --- | -------------------- |
| 乗員         | 1名（B/D/DJ型は2名）                                                                                        | 1名（B/D/DJ型は2名）                                                                                        | 1名（B/D/DJ型は2名）                                                                                        | 1名（B/D/DJ型は2名） |
| ミッション   | AIR SUPERIORITY                                                                                             | COUNTER AIR                                                                                                 | FERRY |                      |
| 全長         | 65.75ft (20.04m)                                                                                            | 65.75ft (20.04m)                                                                                            | 65.75ft (20.04m)                                                                                            |                      |
| 全幅         | 42.81ft (13.04m)                                                                                            | 42.81ft (13.04m)                                                                                            | 42.81ft (13.04m)                                                                                            |                      |
| 全高         | 18.58ft (5.66m)                                                                                             | 18.58ft (5.66m)                                                                                             | 18.58ft (5.66m)                                                                                             |                      |
| 翼面積       | 608ft² (56.49m²)                                                                                            | 608ft² (56.49m²)                                                                                            | 608ft² (56.49m²)                                                                                            |                      |
| 空虚重量     | 28,476lbs (12,916kg)                                                                                        | 28,476lbs (12,916kg)                                                                                        | 28,476lbs (12,916kg)                                                                                        |                      |
| 離陸重量     | 45,713lbs (20,735kg)                                                                                        | 54,949lbs (24,924kg)                                                                                        | 57,535lbs (26,097kg)                                                                                        |                      |
| 戦闘重量     | 41,286lbs (18,727kg)                                                                                        | 40,965lbs (18,581kg)                                                                                        | 33,979lbs (15,413kg)                                                                                        |                      |
| 燃料         | 2,070gal (7,836ℓ)                                                                                           | 2,680gal (10,145ℓ)                                                                                          | 3,900gal (14,763ℓ)                                                                                          |                      |
| 爆弾         | ― | 3,940lbs (1,787kg)                                                                                          | ― |                      |
| ミサイル     | 2,040lbs (925kg)                                                                                            | 2,040lbs (925kg)                                                                                            | ― |                      |
| 携行兵装     | AIM-7F×4 | AIM-7F×4 (+ MK-84×2 + CLタンク)                                                                             | (増槽×3) |                      |
| エンジン     | Pratt & Whitney F100-PW-220 (推力：55.25kN ⇒ 104.43kN) ×2                                                   | Pratt & Whitney F100-PW-220 (推力：55.25kN ⇒ 104.43kN) ×2                                                   | Pratt & Whitney F100-PW-220 (推力：55.25kN ⇒ 104.43kN) ×2                                                   |                      |
| 最高速度     | 1,340kn/45,000ft (2,482km/h 高度13,716m)                                                                    | 1,307kn/35,000ft (2,421km/h 高度10,668m)                                                                    | 1,356kn/45,000ft (2,511km/h 高度13,716m)                                                                    |                      |
| 巡航速度     | 499kn/42,450ft (924km/h 高度12,939m)                                                                        | 495kn/38,920ft (917km/h 高度11,863m)                                                                        | 496kn/37,880ft (919km/h 高度11,546m)                                                                        |                      |
| 上昇能力     | 55,960ft/m S.L. (284.28m/s 海面高度)                                                                        | 53,810ft/m S.L. (273.35m/s 海面高度)                                                                        | 67,050ft/m S.L. (340.61m/s 海面高度)                                                                        |                      |
| 航続距離     | ― | ― | 2,144n.mile (3,971km)                                                                                       |                      |
| 戦闘行動半径 | 235n.mile (435km)                                                                                           | 586n.mile (1,085km)                                                                                         | ― |                      |
| 実用上昇限度 | 56,404ft (17,203m)                                                                                          | 56,730ft (17,291m)                                                                                          | 58,870ft (17,944m)                                                                                          |                      |
| 機体寿命     | 8,000時間（安全性が確認された機体より10,000時間に延長。ボーイングは最大で18,000時間に延長が可能としている） | 8,000時間（安全性が確認された機体より10,000時間に延長。ボーイングは最大で18,000時間に延長が可能としている） | 8,000時間（安全性が確認された機体より10,000時間に延長。ボーイングは最大で18,000時間に延長が可能としている） |                      |

### 兵装

#### F-15C
固定武装

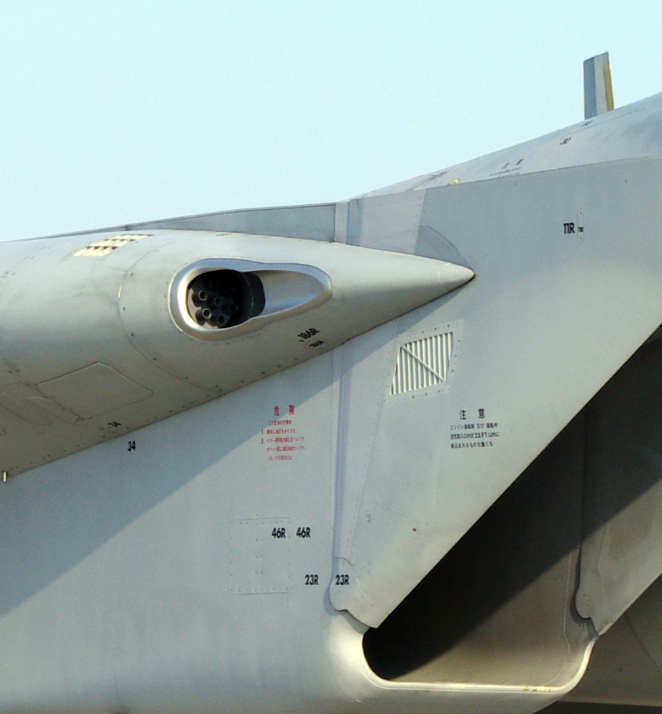
右翼の付根前縁にあるM61A1 20mm バルカン砲

- M61A1 20mm バルカン砲×1（装弾数：940発）

空対空ミサイル
- AIM-9 サイドワインダー
- AIM-7 スパロー
- AIM-120 AMRAAM

※以下、2,5,8ステーション（増槽搭載用）あたりの搭載数を記載。
爆弾
- Mk.81
- Mk.82×6
- Mk.83
- Mk.84×1

誘導爆弾
- Mk.84（レーザー,EO,IR）×1

焼夷弾
- BLU-27B/B（フィンあり/なし）×3

クラスター爆弾
- CBU-24B/B
- CBU-42/A×3
- CBU-49/A×4
- CBU-57B/B×4
- CBU-58/B×4
- CBU-2471/B×4
- Mk.20 ロックアイ×4